# Lista i wyniki gal Fight Exclusive Night
Lista i wyniki gal Fight Exclusive Night.

## Lista gal
| Nr | Gala                                | Data                 | Miejsce                                          | Transmisja                                                    |
| -- | ----------------------------------- | -------------------- | ------------------------------------------------ | ------------------------------------------------------------- |
| 1  | FEN 1: Grudniewski vs. Szulakowski  | 16 listopada 2013    | Wrocław, Klub Biznesowy Stadion Wrocław          | N/A                                                           |
| 2  | FEN 2: Bartnik vs. Dembler          | 8 marca 2014         | Wrocław, Klub Biznesowy Stadion Wrocław          | N/A                                                           |
| 3  | FEN 3: The War is Coming            | 28 czerwca 2014      | Wrocław, Hala Stulecia                           | N/A                                                           |
| 4  | FEN 4: Summer Edition               | 16 sierpnia 2014     | Sopot, Hala Stulecia Sopotu                      | N/A                                                           |
| 5  | FEN 5: Cuprum Heroes                | 10 stycznia 2015     | Lubin, Hala RCS                                  | N/A                                                           |
| 6  | FEN 6: Showtime                     | 6 marca 2015         | Wrocław, Hala „Orbita”                           | N/A                                                           |
| 7  | FEN 7: Real Combat                  | 24 kwietnia 2015     | Bydgoszcz, Artego Arena                          | N/A                                                           |
| 8  | FEN 8: Summer Edition               | 31 lipca 2015        | Kołobrzeg, Hala Milenium                         | N/A                                                           |
| 9  | FEN 9: Go For It                    | 7 listopada 2015     | Wrocław, Hala Orbita                             | N/A                                                           |
| 10 | FEN 10: Gold Edition                | 9 stycznia 2016      | Lubin, Hala RCS                                  | N/A                                                           |
| 11 | FEN 11: Warsaw Time                 | 19 marca 2016        | Warszawa, Torwar                                 | N/A                                                           |
| 12 | FEN 12: Feel The Force              | 20 maja 2016         | Wrocław, Hala Stulecia                           | N/A                                                           |
| 13 | FEN 13: Summer Edition              | 13 sierpnia 2016     | Gdynia, Gdynia Arena                             | N/A                                                           |
| 14 | FEN 14: Silesian Rage               | 15 października 2016 | Katowice, Spodek                                 | N/A                                                           |
| 15 | FEN 15: Final Strike                | 14 stycznia 2017     | Lubin, Hala RCS                                  | N/A                                                           |
| 16 | FEN 16: Warsaw Reloaded             | 11 marca 2017        | Warszawa, Torwar                                 | N/A                                                           |
| 17 | FEN 17: Baltic Storm                | 12 maja 2017         | Gdynia, Gdynia Arena                             | N/A                                                           |
| 18 | FEN 18: Summer Edition              | 12 sierpnia 2017     | Koszalin, Hala Widowiskowo-Sportowa w Koszalinie | N/A                                                           |
| 19 | FEN 19: Battle for Wrocław          | 14 października 2017 | Wrocław, Hala Orbita                             | N/A                                                           |
| 20 | FEN 20: Next Level                  | 10 marca 2018        | Warszawa, Torwar                                 | N/A                                                           |
| 21 | FEN 21: Grzebyk vs. Vieira          | 26 maja 2018         | Wrocław, Hala Orbita                             | N/A                                                           |
| 22 | FEN 22: Poznań Fight Night          | 20 października 2018 | Poznań, Hala UAM                                 | N/A                                                           |
| 23 | FEN 23: Rebecki vs. Imavov          | 12 stycznia 2019     | Lubin, Hala RCS                                  | N/A                                                           |
| 24 | FEN 24: All or Nothing              | 16 marca 2019        | Warszawa, Torwar                                 | N/A                                                           |
| 25 | FEN 25: Ostróda Fight Night         | 15 czerwca 2019      | Ostróda, Amfiteatr w Ostródzie                   | N/A                                                           |
| 26 | FEN 26: The Greatness               | 12 października 2019 | Wrocław, Hala Orbita                             | N/A                                                           |
| 27 | FEN 27: Rębecki vs. Magomedov       | 18 stycznia 2020     | Szczecin, Netto Arena                            | N/A                                                           |
| 28 | FEN 28: Lotos Fight Night           | 13 czerwca 2020      | Nieporaz, Alvernia Studios                       | N/A                                                           |
| 29 | FEN 29: Lotos Fight Night Ostróda   | 22 sierpnia 2020     | Ostróda, Amfiteatr w Ostródzie                   | N/A                                                           |
| 30 | FEN 30: Lotos Fight Night Wrocław   | 3 października 2020  | Wrocław, Hala „Orbita”                           | N/A                                                           |
| 31 | FEN 31: Lotos Fight Night Łódź      | 28 listopada 2020    | Łódź, DoubleTree by Hilton Hotel Łódź            | N/A                                                           |
| 32 | FEN 32: Lotos Fight Night Warszawa  | 20 lutego 2021       | Warszawa, Hilton Warsaw City                     | N/A                                                           |
| 33 | FEN 33: Lotos Fight Night Warszawa  | 27 marca 2021        | Warszawa, Hilton Warsaw City                     | N/A                                                           |
| 34 | FEN 34: Totalbet Fight Night        | 28 maja 2021         | Warszawa, Hilton Warsaw City                     | N/A                                                           |
| 35 | FEN 35: Lotos Fight Night Ostróda   | 26 czerwca 2021      | Ostróda, Amfiteatr w Ostródzie                   | N/A                                                           |
| 36 | FEN 36: Fight Night Szczecin        | 16 października 2021 | Szczecin, Netto Arena                            | N/A                                                           |
| 37 | FEN 37: Energa Fight Night Wrocław  | 27 listopada 2021    | Wrocław, Hala „Orbita”                           | N/A                                                           |
| 38 | FEN 38: Lotos Fight Night           | 22 stycznia 2022     | Ostrów Wielkopolski, Arena Ostrów                | N/A                                                           |
| 39 | FEN 39: Lotos Fight Night           | 12 marca 2022        | Ząbki, Hala MOSiR                                | N/A                                                           |
| 40 | FEN 40: Energa Fight Night Ostróda  | 18 czerwca 2022      | Ostróda, Amfiteatr w Ostródzie                   | N/A                                                           |
| 41 | FEN 41: Tauron Fight Night Mrągowo  | 27 sierpnia 2022     | Mrągowo, Amfiteatr nad jeziorem Czos w Mrągowie  | N/A                                                           |
| 42 | FEN 42: Tauron Fight Night Wrocław  | 15 października 2022 | Wrocław, Hala „Orbita”                           | N/A                                                           |
| 43 | FEN 43: Energa Fight Night Szczecin | 16 grudnia 2022      | Szczecin, Netto Arena                            | N/A                                                           |
| 44 | FEN 44: Orlen Paliwa Fight Night    | 28 stycznia 2023     | Ostrów Wielkopolski, Arena Ostrów                | N/A                                                           |
| 45 | FEN 45: Tauron Fight Night Ząbki    | 11 marca 2023        | Ząbki, Hala w Szkole Podstawowej nr 6            | N/A                                                           |
| 46 | FEN 46: Kuberski vs. Wojciechowski  | 27 maja 2023         | Piła, Hala sportowo-widowiskowa MOSiR w Pile     | N/A                                                           |
| 47 | FEN 47: Orlen Paliwa Fight Night    | 17 czerwca 2023      | Ostróda, Amfiteatr w Ostródzie                   | N/A                                                           |
| 48 | FEN 48: Wójcik vs. Wieczorek        | 18 sierpnia 2023     | Jastrzębie-Zdrój, Hala Widowiskowo-Sportowa      | N/A                                                           |
| 49 | FEN 49: Fight Night Mrągowo         | 25 sierpnia 2023     | Mrągowo, Amfiteatr nad jeziorem Czos w Mrągowie  | Super Polsat, Polsat Sport, Polsat Sport Fight, Polsat Box Go |
| 50 | FEN 50: Tauron Fight Night          | 2 września 2023      | Gliwice, Arena Gliwice                           | Super Polsat, Polsat Sport, Polsat Sport Fight, Polsat Box Go |
| 51 | FEN 51: KGHM Fight Night            | 14 października 2023 | Lubin, Hala RCS                                  | Super Polsat, Polsat Sport, Polsat Sport Fight, Polsat Box Go |
| 52 | FEN 52: Łazarz vs. Szewczyk 2       | 17 lutego 2024       | Ostrów Wielkopolski, Arena Ostrów                | Super Polsat, Polsat Sport, Polsat Sport Fight, Polsat Box Go |
| 53 | FEN 53: KGHM Fight Night            | 16 marca 2024        | Lubin, Hala RCS                                  | Super Polsat, Polsat Sport, Polsat Sport Fight, Polsat Box Go |
| 54 | FEN 54: Wyroślak vs. Grabovich      | 17 maja 2024         | Piła, Hala sportowo-widowiskowa MOSiR w Pile     | Super Polsat, Polsat Sport, Polsat Sport Fight, Polsat Box Go |
| 55 | FEN 55: Abdurzakov vs. Pietrzak     | 15 czerwca 2024      | Ostróda, Amfiteatr w Ostródzie                   | Super Polsat, Polsat Sport, Polsat Sport Fight, Polsat Box Go |
| 56 | FEN 56: Wrocław Fight Night         | 5 października 2024  | Wrocław, Hala „Orbita”                           | Super Polsat, Polsat Sport, Polsat Sport Fight, Polsat Box Go |
| 57 | FEN 57: Rzepecki vs. Jabłoński      | 23 listopada 2024    | Piotrków Trybunalski, Hala Relax                 | Super Polsat, Polsat Sport, Polsat Sport Fight, Polsat Box Go |
| 58 | FEN 58: Bartnik vs. Jędraszczyk 2   | 1 marca 2025         | Częstochowa, Hala Sportowa Częstochowa           | Super Polsat, Polsat Sport, Polsat Sport Fight, Polsat Box Go |
| 59 | FEN 59: Rzepecki vs. Duński         | 21 czerwca 2025      | Lubin, Hala RCS                                  | Super Polsat, Polsat Sport, Polsat Sport Fight, Polsat Box Go |
| 60 | FEN 60                              | 2025                 |                                                  |                                                               |

## Wykaz miast w których gościło FEN
- stan na 6 lipca 2025

- Wrocław -  13 razy
- Warszawa - 7 razy
- Lubin - 7  razy
- Ostróda - 5  razy
- Szczecin - 3  razy
- Gdynia - 2 razy
- Mrągowo - 2 razy
- Ostrów Wielkopolski - 2 razy
- Ząbki - 2 razy
- Piła - 2 razy
- Bydgoszcz - 1 raz
- Częstochowa - 1 raz
- Gliwice - 1  raz
- Jastrzębie-Zdrój - 1  raz
- Piotrków Trybunalski -  1 raz
- Poznań - 1  raz
- Katowice - 1 raz
- Kołobrzeg - 1  raz
- Koszalin - 1  raz
- Łódź - 1  raz
- Nieporaz - 1  raz
- Sopot - 1  raz

## Wyniki gal

### FEN 1: Grudniewski vs. Szulakowski
Walka Wieczoru
- Walka w limicie umownym -73 kg: Patryk Grudniewski –  Grzegorz Szulakowski

Zwycięstwo Szulakowskiego przez poddanie w 2 rundzie
Karta wstępna
- Walka w kategorii półśredniej (do 77,1 kg / 170 lb): Jakub Boczek –  Damian Kłosek

Zwycięstwo Kłoska przez poddanie w 1 rundzie
- Walka w kategorii lekkiej (do 70,3 kg / 155 lb): Artur Łapka –  Łukasz Kulig

Zwycięstwo Łapki przez poddanie w 1 rundzie
- Walka w limicie umownym -67 kg: Mariusz Janicki –  Kamil Tarnawski

Zwycięstwo Janickiego przez poddanie w 1 rundzie
- Walka w kategorii koguciej (do 61,2 kg / 135 lb): Witold Fedyna –  Kamil Karkus

Zwycięstwo Karkusa przez poddanie w 2 rundzie

### FEN 2: Bartnik vs. Dembler
Walka Wieczoru
- Walka w kategorii open (bez limitu): Wojciech Bartnik –  Michał Dembler

Zwycięstwo Bartnika przez jednogłośną decyzję sędziów
Karta wstępna
- Walka w kategorii koguciej (do 61,2 kg / 135 lb): Tymoteusz Świątek –  Gerard Linder

Zwycięstwo Świątka przez poddanie w 1 rundzie
- Walka w kategorii lekkiej (do 70,3 kg / 155 lb): Patryk Grudniewski –  Mateusz Tatarek

Zwycięstwo Grudniewskiego przez poddanie w 1 rundzie
- Walka w kategorii open (bez limitu): Janusz Dylewski –  Michał Piszczek

Zwycięstwo Piszczka przez poddanie w 1 rundzie
- Walka w kategorii średniej (do 83,9 kg / 185 lb): Mateusz Hyży –  Patryk Paduch

Zwycięstwo Paducha przez TKO w 2 rundzie
- Walka kick-bokserska (K-1) w limicie umownym -55 kg: Marta Chojnoska –  Sylwia Juśkiewicz

Zwycięstwo Juśkiewicz przez jednogłośną decyzję sędziów
- Walka kick-bokserska (K-1) w kategorii open (bez limitu): Radosław Pupin –  Andrzej Kulik

Zwycięstwo Kulika przez TKO w 2 rundzie
- Walka kick-bokserska (K-1) w limicie umownym -81 kg: Przemysław Bubiński –  Piotr Rogosz

Zwycięstwo Rogosza przez jednogłośną decyzję sędziów
- Walka kick-bokserska (K-1) w limicie umownym -77 kg: Damian Komisarski –  Damian Pomocka

Zwycięstwo Komisarskiego przez jednogłośną decyzję sędziów

### FEN 3: The War is Coming
Walka Wieczoru
- Walka kick-bokserska (K-1) w limicie umownym -61 kg: Antoine Habash –  Tomasz Makowski

Zwycięstwo Habasha przez TKO w 2 rundzie
Karta Główna
- Walka w kategorii koguciej (do 61,2 kg / 135 lb): Tymoteusz Świątek –  Martin Fouda Afana Bipouna

Zwycięstwo Świątka przez KO w 1 rundzie
- Walka kick-bokserska (K-1) w limicie umownym -54 kg: Sylwia Juśkiewicz –  Ołena Owczynnikowa

Zwycięstwo Juśkiewicz przez jednogłośną decyzję sędziów
- Walka w kategorii ciężkiej (do 120,2 kg / 265 lb): Tomas Vaicickas –  Tyberiusz Kowalczyk

Zwycięstwo Kowalczyka przez TKO w 1 rundzie
- Walka w kategorii ciężkiej (do 120,2 kg / 265 lb): Dawid Mora –  Leo Kostic

Zwycięstwo Mory przez TKO w 1 rundzie
- Walka w kategorii lekkiej (do 70,3 kg / 155 lb): Jewgienij Januszko –  Patryk Grudniewski

Zwycięstwo Grudniewskiego przez TKO w 1 rundzie
- Walka kick-bokserska (K-1) w limicie umownym -86 kg: Maksymilian Bratkowicz –  Sebastian Romańczyk

Zwycięstwo Bratkowicza przez jednogłośną decyzję sędziów
- Walka kick-bokserska (K-1) w limicie umownym -81 kg: Piotr Rogosz –  David Świerczyński

Zwycięstwo Rogosza przez KO w 3 rundzie
- Walka w kategorii lekkiej (do 70,3 kg / 155 lb):  Jakub Kowalewicz –  Łukasz Kulig

Zwycięstwo Kowalewicza przez poddanie w 2 rundzie
- Walka w kategorii półśredniej (do 77,1 kg / 170 lb):  Przemysław Kośnik –  Damian Komisarski

Zwycięstwo Kośnika przez poddanie w 1 rundzie
- Walka w limicie umownym -69 kg: Marek Jędrzejczak –  Patryk Roskosz

Zwycięstwo Roskosza przez poddanie w 1 rundzie

### FEN 4: Summer Edition
Walka Wieczoru
- Walka w kategorii koguciej (do 61,2 kg / 135 lb): Pavel Svoboda –  Tymoteusz Świątek

Zwycięstwo Świątka przez poddanie w 3 rundzie
Karta Główna
- Walka w kategorii ciężkiej (do 120,2 kg / 265 lb): Dawid Mora –  Michał Wlazło

Zwycięstwo Mory przez poddanie w 2 rundzie
- Walka w kategorii lekkiej (do 70,3 kg / 155 lb): Jacek Kreft –  Patryk Rogóż

Zwycięstwo Krefta przez poddanie w 1 rundzie
- Walka w kategorii ciężkiej (do 120,2 kg / 265 lb): Robert Maruszak –  Tomasz Kowalkowski

Zwycięstwo Maruszaka przez TKO w 3 rundzie
- Walka w kategorii półśredniej (do 77,1 kg / 170 lb): Anton Szimiuk –  Emil Różewski

Zwycięstwo Różewskiego przez jednogłośną decyzję sędziów
- Walka kick-bokserska (K-1) w limicie umownym -54 kg: Marta Chojnoska –  Monika Porażyńska

Zwycięstwo Chojnoskiej przez jednogłośną decyzję sędziów
- Walka kick-bokserska (K-1) w limicie umownym -67 kg: Jarosław Daschke –  Łukasz Gawlik

Zwycięstwo Daschke przez jednogłośną decyzję sędziów

### FEN 5: Cuprum Heroes
Walka Wieczoru
- Walka kick-bokserska (K-1) w limicie umownym -77 kg: Paweł Biszczak –  Janu Malkriado Cruz

Zwycięstwo Biszczaka przez KO w 1 rundzie
Karta Główna
- Walka w kategorii półciężkiej (do 93 kg / 205 lb): Krzysztof Pietraszek –  Marcin Zontek

Zwycięstwo Zontka przez TKO w 1 rundzie
- Walka kick-bokserska (K-1) w limicie umownym -81 kg: Tomas Gut –  Bartosz Muszyński

Zwycięstwo Muszyńskiego przez jednogłośną decyzję sędziów
- Walka w kategorii półśredniej (do 77,1 kg / 170 lb): Michał Michalski –  Adam Niedźwiedź

Zwycięstwo Michalskiego przez TKO w 1 rundzie
- Walka kick-bokserska (K-1) w limicie umownym +95 kg: Vilem Fencl –  Jakub Kozera

Zwycięstwo Kozery przez niejednogłośną decyzję sędziów
- Walka w kategorii lekkiej (do 70,3 kg / 155 lb): Jurij Bybocznik –  Maciej Kruszewski

Zwycięstwo Kruszewskiego przez KO w 1 rundzie
- Walka kick-bokserska (K-1) w limicie umownym -54 kg: Patrycja Krawczyk –  Alexandra Jursova

Zwycięstwo Krawczyk przez jednogłośną decyzję sędziów
- Walka w kategorii półśredniej (do 77,1 kg / 170 lb): Georgyj Budko –  Paweł Kordylewicz

Zwycięstwo Kordylewicza przez poddanie w 1 rundzie
- Walka w kategorii półśredniej (do 77,1 kg / 170 lb): Anton Szimiuk –  Patryk Paduch

Zwycięstwo Paducha przez TKO w 1 rundzie

### FEN 6: Showtime
Po raz pierwszy organizatorzy przyznali bonusy finansowe za „nokaut wieczoru”, „poddanie wieczoru” oraz „walkę wieczoru”.
Walka Wieczoru
- Walka o pas mistrzowski FEN w kategorii półśredniej: (do 77,1 kg / 170 lb)  Tymoteusz Świątek –  Victor Marinho

Zwycięstwo Marinho przez TKO w 5 rundzie
Karta Główna
- Walka kick-bokserska (K-1) w limicie umownym -77 kg: Zakaria Baitar –  Paweł Biszczak

Zwycięstwo Biszczaka przez jednogłośną decyzję sędziów
- Walka w kategorii półciężkiej (do 93 kg / 205 lb): Maciej Browarski –  Marcin Zontek

Zwycięstwo Zontka przez niejednogłośną decyzję sędziów
- Walka kick-bokserska (K-1) w limicie umownym -77 kg: Wojciech Wierzbicki –  Janu Malkriado Cruz

Zwycięstwo Wierzbickiego przez jednogłośną decyzję sędziów
- Walka w kategorii ciężkiej (do 120,2 kg / 265 lb): Jurij Dobkow –  Dawid Mora

Zwycięstwo Mory przez poddanie (zawodnik nie wyszedł do 3 rundy)
- Walka kick-bokserska (K-1) w limicie umownym -81 kg: Tomas Gut –  Piotr Rogosz

Zwycięstwo Rogosza przez TKO w 2 rundzie
- Walka kick-bokserska (K-1) w limicie umownym -65 kg: Róża Gumienna –  Veronika Cmarnova

Zwycięstwo Gumiennej przez jednogłośną decyzję sędziów
- Walka w kategorii półśredniej (do 77,1 kg / 170 lb): Michał Michalski –  Mariusz Radziszewski

Zwycięstwo Michalskiego przez poddanie w 1 rundzie
Karta wstępna
- Walka w limicie umownym 72,5 kg: Guram Kutateladze –  Paweł Kiełek

Zwycięstwo Kiełka przez poddanie w 1 rundzie
- Walka w kategorii półśredniej (do 77,1 kg / 170 lb): Michał Golasiński –  Patryk Paducha

Zwycięstwo Golasińskiego przez jednogłośną decyzję sędziów
- Walka kick-bokserska (K-1) w limicie umownym -81 kg: Maksymilian Bratkowicz –  Łukasz Naliński

Zwycięstwo Bratkowicza przez jednogłośną decyzję sędziów
Nagrody bonusowe:
- Walka wieczoru →  Tymoteusz Świątek –  Victor Marinho
- Poddanie wieczoru →  Michał Michalski
- Nokaut wieczoru →  Piotr Rogosz

### FEN 7: Real Combat
Walka Wieczoru
- Walka kick-bokserska (K-1) w limicie umownym -95 kg: Nikolai Falin –  Tomasz Sarara

Zwycięstwo Sarary przez KO w 2 rundzie
Karta Główna
- Walka w kategorii półśredniej (do 77,1 kg / 170 lb):  Mindaugas Veržbickas –  Albert Odzimkowski

Zwycięstwo Veržbickasa przez poddanie w 1 rundzie
- Walka kick-bokserska (K-1) w limicie umownym -77 kg:  Zakaria Baitar –  Łukasz Rambalski

Zwycięstwo Baitara przez jednogłośną decyzję sędziów
- Walka w kategorii piórkowej (do 65,8 kg / 145 lb):  Robert Rajewski Jr. –  Marcin Wrzosek

Zwycięstwo Wrzoska przez TKO w 2 rundzie
- Walka kick-bokserska (K-1) w limicie umownym -55 kg: Wiktoria Korkoszko –  Marta Chojnoska

Zwycięstwo Chojnowskiej przez niejednogłośną decyzję sędziów po dogrywce
Karta wstępna
- Walka w kategorii półciężkiej (do 93 kg / 205 lb): Wojciech Janusz –  Andrzej Piątkowski

Zwycięstwo Janusza przez TKO w 2 rundzie
- Walka w kategorii open (bez limitu): Michał Czyż –  Kamil Szukiełojć

Zwycięstwo Szukiełojcia przez TKO w 3 rundzie
- Walka w kategorii piórkowej (do 65,8 kg / 145 lb): Łukasz Demczur –  Michał Strehlke

Zwycięstwo Demczura przez poddanie w 2 rundzie
Nagrody bonusowe:
- Walka wieczoru →  Zakaria Baitar –  Łukasz Rambalski
- Poddanie wieczoru →  Mindaugas Veržbickas
- Nokaut wieczoru →  Tomasz Sarara

### FEN 8: Summer Edition
Walka Wieczoru
- Walka kick-bokserska (K-1) w limicie umownym -95 kg: Andre Schmeling –  Tomasz Sarara

Zwycięstwo Sarary przez jednogłośną decyzję sędziów
Karta Główna
- Walka w kategorii półśredniej (do 77,1 kg / 170 lb): Emil Meek –  Albert Odzimkowski

Zwycięstwo Odzimkowskiego przez TKO w 2 rundzie
- Walka w kategorii lekkiej (do 70,3 kg / 155 lb): Paweł Kiełek –  Roman Szymański

Zwycięstwo Szymańskiego przez jednogłośną decyzję sędziów
- Walka w kategorii półśredniej (do 77,1 kg / 170 lb): Artur Piotrowski –  Paweł Żelazowski

Zwycięstwo Żelazowskiego przez KO w 1 rundzie
- Walka w kategorii ciężkiej (do 120,2 kg / 265 lb): Łukasz Borowski –  Akop Szostak

Zwycięstwo Szostaka przez jednogłośną decyzję sędziów
Karta wstępna
- Walka w kategorii średniej (do 83,9 kg / 185 lb): Alex O’Toole –  Maciej Różański

Zwycięstwo Różańskiego przez poddanie w 1 rundzie
- Walka w kategorii półciężkiej (do 93 kg / 205 lb): Krzysztof Pietraszek –  Marcin Wójcik

Zwycięstwo Wójcika przez poddanie w 1 rundzie
- Walka w kategorii lekkiej (do 70,3 kg / 155 lb): Jacek Kreft –  Mateusz Rębecki

Zwycięstwo Rębeckiego przez poddanie w 1 rundzie
- Walka w kategorii półśredniej (do 77,1 kg / 170 lb): Michał Golasiński –  Rafał Lewoń

Zwycięstwo Lewonia przez poddanie w 1 rundzie
- Walka w kategorii piórkowej (do 65,8 kg / 145 lb): Łukasz Demczur –  Sebastian Kotwica

Zwycięstwo Kotwicy przez poddanie w 1 rundzie
Nagrody bonusowe:
- Walka wieczoru →  Paweł Kiełek –  Roman Szymański
- Poddanie wieczoru →  Mateusz Rębecki
- Nokaut wieczoru →  Paweł Żelazowski

### FEN 9: Go For It
Walka Wieczoru
- Walka w kategorii półciężkiej (do 93 kg / 205 lb): Tassilo Lahr –  Marcin Zontek

Zwycięstwo Zontka przez jednogłośną decyzję sędziów
Karta Główna
- Walka kick-bokserska (K-1) w limicie umownym -77 kg: Pavel Obozny –  Paweł Biszczak

Zwycięstwo Biszczaka przez KO w 2 rundzie
- Walka w kategorii półśredniej (do 77,1 kg / 170 lb): Rafał Błachuta –  Michał Michalski

Zwycięstwo Michalskiego przez jednogłośną decyzję sędziów
- Walka w kategorii średniej (do 83,9 kg / 185 lb): Alessio Di Chirico –  Andrzej Grzebyk

Zwycięstwo Di Chirico przez jednogłośną decyzję sędziów
- Walka w kategorii lekkiej (do 70,3 kg / 155 lb): Adam Golonkiewicz –  Roman Szymański

Zwycięstwo Szymańskiego przez jednogłośną decyzję sędziów
Karta wstępna
- Walka kick-bokserska (K-1) w limicie umownym -65 kg: Róża Gumienna –  Katarzyna Posiadała

Zwycięstwo Gumiennej przez jednogłośną decyzję sędziów
- Walka w kategorii półciężkiej (do 93 kg / 205 lb): Wojciech Janusz –  Marcin Wójcik

Zwycięstwo Wójcika przez jednogłośną decyzję sędziów
- Walka w kategorii półśredniej (do 77,1 kg / 170 lb): Miroslav Vacek –  Marcin Bandel

Zwycięstwo Bandla przez poddanie w 1 rundzie
- Walka kick-bokserska (K-1) w limicie umownym -77 kg: Michał Ronkiewicz –  Łukasz Szulc

Zwycięstwo Ronkiewicza przez KO w 1 rundzie
- Walka w kategorii półśredniej (do 77,1 kg / 170 lb): Jakub Boczek –  Michał Golasiński

Zwycięstwo Boczka przez jednogłośną decyzję sędziów
Nagrody bonusowe:
- Walka wieczoru →  Adam Golonkiewicz –  Roman Szymański
- Poddanie wieczoru →  Marcin Bandel
- Nokaut wieczoru →  Michał Ronkiewicz

### FEN 10: Gold Edition
Walka Wieczoru
- Walka kick-bokserska (K-1) w limicie umownym -77 kg:  Anatolij Hunanjan –  Paweł Biszczak

Zwycięstwo Biszczaka przez niejednogłośną decyzję sędziów
Karta Główna
- Walka w limicie umownym 100 kg: Arunas Vilius –  Marcin Zontek

Zwycięstwo Zontka przez TKO w 1 rundzie
- Walka w kategorii półśredniej (do 77,1 kg / 170 lb): Davy Gallon –  Rafał Błachuta

Zwycięstwo Gallona przez jednogłośną decyzję sędziów
- Walka w kategorii półśredniej (do 77,1 kg / 170 lb): Mindaugas Veržbickas –  Paweł Kiełek

Zwycięstwo Veržbickasa przez poddanie w 1 rundzie
- Walka kick-bokserska (K-1) w limicie umownym -77 kg: Łukasz Rambalski –  Wojciech Wierzbicki

Zwycięstwo Wierzbickiego przez niejednogłośną decyzję sędziów
- Walka kick-bokserska (K-1) w limicie umownym -55 kg: Monika Porażyńska –  Patrycja Krawczyk

Zwycięstwo Krawczyk przez TKO w 1 rundzie
- Walka w kategorii lekkiej (do 70,3 kg / 155 lb): Adam Golonkiewicz –  Jacek Kreft

Zwycięstwo Krefta przez poddanie w 1 rundzie
- Walka w kategorii średniej (do 83,9 kg / 185 lb): Paweł Hadaś –  Aleksander Rychlik

Zwycięstwo Hadasia przez poddanie w 2 rundzie
Karta wstępna
- Walka kick-bokserska (K-1) w limicie umownym -81 kg: Bartosz Muszyński –  Janu Malkriado Cruz

Zwycięstwo Muszyńskiego przez TKO w 2 rundzie
- Walka w kategorii półśredniej (do 77,1 kg / 170 lb): Mateusz Głąb –  Paweł Kordylewicz

Zwycięstwo Głąba przez poddanie w 3 rundzie
Nagrody bonusowe:
- Walka wieczoru →  Anatolij Hunanjan –  Paweł Biszczak
- Poddanie wieczoru →  Jacek Kreft
- Nokaut wieczoru →  Bartosz Muszyński

### FEN 11: Warsaw Time
Walka Pożegnalna (K-1)
- Walka kick-bokserska (K-1) w limicie umownym -95 kg: Igor Kołacin –  Krzysztof Pietraszek

Zwycięstwo Kołacina przez poddanie (Pietraszek nie wyszedł do drugiej rundy)
Walka Wieczoru
- Walka o pas mistrzowski FEN w kategorii lekkiej (do 70,3 kg / 155 lb):  Roman Szymański –  Marian Ziółkowski

Zwycięstwo Szymańskiego przez jednogłośną decyzję sędziów
Karta Główna
- Walka w kategorii ciężkiej (do 120,2 kg / 265 lb): Tyberiusz Kowalczyk –  Akop Szostak

Zwycięstwo Kowalczyka przez TKO w 1 rundzie
- Walka w kategorii półśredniej (do 77,1 kg / 170 lb): Albert Odzimkowski –  Paweł Żelazowski

Zwycięstwo Żelazowskiego przez poddanie w 1 rundzie
- Walka kick-bokserska (K-1) w limicie umownym -95 kg: Tomasz Sarara –  Ivan Bartek

Zwycięstwo Sarary przez jednogłośną decyzję sędziów
- Walka kick-bokserska (K-1) w limicie umownym -95 kg: Nikolai Falin –  Arkadiusz Wrzosek

Zwycięstwo Falina przez jednogłośną decyzję sędziów
- Walka w kategorii średniej (do 83,9 kg / 185 lb): Rafał Haratyk –  Marcin Naruszczka

Zwycięstwo Naruszczki przez TKO w 1 rundzie
- Walka kick-bokserska (K-1) w limicie umownym -95 kg: Aytac Yahsi –  Marcin Szreder

Zwycięstwo Szredera przez jednogłośną decyzję sędziów
- Walka w kategorii piórkowej (do 65,8 kg / 145 lb): Sebastian Kotwica –  Bartłomiej Kopera

Zwycięstwo Kopery przez jednogłośną decyzję sędziów
Karta wstępna
- Walka kick-bokserska (K-1) w limicie umownym -55 kg: Iwona Nieroda –  Judyta Niepogoda

Zwycięstwo Nierody przez jednogłośną decyzję sędziów
- Walka w kategorii lekkiej (do 70,3 kg / 155 lb): Alan Kwieciński –  Michał Miłek

Zwycięstwo Miłka przez poddanie w 3 rundzie
- Walka w limicie umownym -80 kg: Adrian Błeszyński –  Tomasz Lepiarski

Zwycięstwo Błeszyńskiego przez TKO w 2 rundzie
- Walka w kategorii lekkiej (do 70,3 kg / 155 lb): Marcin Gałązka –  Jakub Łętowski

Zwycięstwo Gałązki przez poddanie w 2 rundzie
Nagrody bonusowe:
- Walka wieczoru →  Roman Szymański –  Marian Ziółkowski
- Poddanie wieczoru →  Paweł Żelazowski
- Nokaut wieczoru →  Adrian Błeszyński

### FEN 12: Feel The Force
Walka Wieczoru
- Walka o pas mistrzowski FEN w kategorii półśredniej (do 77,1 kg / 170 lb):   Davy Gallon –  Michał Michalski

Zwycięstwo Gallona przez TKO w 4 rundzie
Karta Główna
- Walka kick-bokserska (K-1) o tymczasowy pas mistrzowski FEN w limicie umownym -77 kg:   Zakaria Baitar –  Wojciech Wierzbicki

Zwycięstwo Wierzbickiego przez jednogłośną decyzję sędziów
- Walka o pas mistrzowski FEN w kategorii półciężkiej (do 93 kg / 205 lb):   Przemysław Mysiala –  Marcin Zontek

Zwycięstwo Mysialy przez poddanie w 5 rundzie
- Walka w kategorii półśredniej (do 77,1 kg / 170 lb): Igor Fernandes –  Paweł Pawlak

Zwycięstwo Fernandesa przez jednogłośną decyzję sędziów
- Walka kick-bokserska (K-1) w limicie umownym -81 kg: Bartosz Muszyński – Piotr Rogosz

Zwycięstwo Muszyńskiego przez jednogłośną decyzję sędziów (po dogrywce)
- Walka w kategorii lekkiej (do 70,3 kg / 155 lb):  Elio Caiaffa –  Adam Golonkiewicz

Zwycięstwo Golonkiewicza przez TKO w 1 rundzie
- Walka w kategorii półciężkiej (do 93 kg / 205 lb): Wojciech Janusz –  Michał Oleksiejczuk

Zwycięstwo Oleksiejczuka przez jednogłośną decyzję sędziów
- Walka kick-bokserska (K-1) w limicie umownym -77 kg:   Kamil Jenel –  Oskar Staszczak

Zwycięstwo Jenela przez jednogłośną decyzję sędziów
Karta Wstępna
- Walka w kategorii lekkiej (do 70,3 kg / 155 lb): Jakub Boczek –  Mateusz Strzelczyk

Zwycięstwo Strzelczyka przez jednogłośną decyzję sędziów
- Walka w kategorii półśredniej (do 77,1 kg / 170 lb): Mateusz Głąb –  Michał Miłek

Zwycięstwo Głąba przez jednogłośną decyzję sędziów (po dogrywce)
- Walka kick-bokserska (K-1) w limicie umownym -54 kg:   Iwona Nieroda –  Gabriella Mezei

Zwycięstwo Nierody przez TKO w 1 rundzie
Nagrody bonusowe:
- Walka wieczoru →  Przemysław Mysiala –  Marcin Zontek
- Poddanie wieczoru →  Przemysław Mysiala
- Nokaut wieczoru →  Davy Gallon

### FEN 13: Summer Edition
Walka Wieczoru
- Walka w kategorii piórkowej (do 65,8 kg / 145 lb):  Piotr Hallmann –  Kamil Łebkowski

Zwycięstwo Łebkowskiego przez jednogłośną decyzję sędziów
Karta Główna
- Walka w kategorii lekkiej (do 70,3 kg / 155 lb):  Jacek Kreft –  Marian Ziółkowski

Zwycięstwo Ziółkowskiego przez poddanie w 1 rundzie
- Walka w kategorii ciężkiej (do 120,2 kg / 265 lb):  Michał Wlazło –  Marcin Gułaś

Zwycięstwo Wlazło przez TKO w 2 rundzie
- Walka kick-bokserska (K-1) w limicie umownym -95 kg:  Arkadiusz Wrzosek –  Kryspin Kalski

Zwycięstwo Wrzoska przez jednogłośną decyzję sędziów
- Walka kick-bokserska (K-1) w limicie umownym -95 kg:  Marcin Szreder –  Artur Bizewski

Zwycięstwo Bizewskiego przez jednogłośną decyzję sędziów
- Walka kick-bokserska (K-1) w limicie umownym -65 kg:  Kamila Bałanda –  Róża Gumienna

Zwycięstwo Gumiennej przez jednogłośną decyzję sędziów
- Walka kick-bokserska (K-1) w limicie umownym -70 kg:  Jarosław Daschke –  Marcin Stopka

Zwycięstwo Daschke przez jednogłośną decyzję sędziów
- Walka w kategorii piórkowej (do 65,8 kg / 145 lb):  Bartłomiej Kopera –  Nikodem Szymański

Zwycięstwo Kopery przez poddanie w 1 rundzie
- Walka w kategorii piórkowej (do 65,8 kg / 145 lb):  Aleksander Georgas –  Robert Rajewski Jr.

Zwycięstwo Georgasa przez poddanie w 2 rundzie
Karta Wstępna
- Walka w kategorii półśredniej (do 77,1 kg / 170 lb):  Bartosz Chyrek –  Ireneusz Szydłowski

Zwycięstwo Szydłowskiego przez TKO w 2 rundzie
- Walka w kategorii półśredniej (do 77,1 kg / 170 lb):  Kamil Gniadek –  Klemens Ewald

Zwycięstwo Gniadka przez poddanie w 2 rundzie
- Walka kick-bokserska (K-1) w limicie umownym -70 kg:  Filip Sadowski –  Jakub Rajewski

Zwycięstwo Rajewskiego przez TKO w 1 rundzie
- Walka w limicie umownym -80 kg:  Paweł Kordylewicz –  Karol Trzebiatowski

Zwycięstwo Kordylewicza przez poddanie w 1 rundzie
Nagrody bonusowe:
- Walka wieczoru →  Piotr Hallmann –  Kamil Łebkowski
- Poddanie wieczoru →  Marian Ziółkowski
- Nokaut wieczoru →  Ireneusz Szydłowski

### FEN 14: Silesian Rage
Walka Wieczoru
- Walka kick-bokserska (K-1) o pas mistrzowski FEN w limicie -95 kg:  Tomasz Sarara –  Dennis Stolzenbach

Zwycięstwo Sarary przez jednogłośną decyzję sędziów
Karta Główna
- Walka w kategorii średniej (do 83,9 kg / 185 lb): Paweł Hadaś –  Paweł Brandys

Zwycięstwo Hadasia przez poddanie w 2 rundzie
- Walka o pas mistrzowski FEN w kategorii lekkiej (do 70,3 kg / 155 lb):   Roman Szymański –  Joilton Santos

Zwycięstwo Santosa przez jednogłośną decyzję sędziów
- Walka kick-bokserska (K-1) w limicie umownym -77 kg:  Paweł Biszczak –  Tomasz Gromadzki

Zwycięstwo Biszczaka przez jednogłośną decyzję sędziów
- Walka kick-bokserska (K-1) w limicie umownym -77 kg:  Pavel Obozny –  Kamil Jenel

Zwycięstwo Jenela przez TKO w 2 rundzie
- Walka w kategorii średniej (do 83,9 kg / 185 lb):  Andrzej Grzebyk –  Alexey Repalov

Zwycięstwo Grzebyka przez TKO w 1 rundzie
- Walka w kategorii ciężkiej (do 120,2 kg / 265 lb): Tyberiusz Kowalczyk –  Tomasz Czerwiński

Zwycięstwo Kowalczyka przez poddanie w 1 rundzie
- Walka w kategorii ciężkiej (do 120,2 kg / 265 lb):  Martin Chudej –  Akop Szostak

Zwycięstwo Chudeja przez TKO w 1 rundzie
Karta Wstępna
- Walka w kategorii półśredniej (do 77,1 kg / 170 lb): Albert Odzimkowski –  Mateusz Strzelczyk

Zwycięstwo Odzimkowskiego przez poddanie w 3 rundzie
- Walka w kategorii półśredniej (do 77,1 kg / 170 lb): Adrian Błeszyński –  Łukasz Stanek

Zwycięstwo Stanka przez poddanie w 2 rundzie
- Walka w kategorii koguciej (do 61,2 kg / 135 lb): Piotr Olszynka –  Kamil Selwa

Zwycięstwo Selwy przez jednogłośną decyzję sędziów
Nagrody bonusowe:
- Walka wieczoru →  Paweł Biszczak –  Tomasz Gromadzki
- Poddanie wieczoru →  Łukasz Stanek
- Nokaut wieczoru →  Martin Chudej

### FEN 15: Final Strike
Walka Wieczoru
- Walka kick-bokserska (K-1) o pas mistrzowski FEN w limicie -77 kg:  Paweł Biszczak –  Wojciech Wierzbicki

Zwycięstwo Biszczaka przez niejednogłośną decyzję sędziów
Karta Główna
- Walka w kategorii półciężkiej (do 93 kg / 205 lb):  Riccardo Nosiglia –  Marcin Zontek

Zwycięstwo Nosiglii przez TKO w 1 rundzie
- Walka kick-bokserska (K-1) o pas mistrzowski FEN w limicie -65 kg:  Martina Fendrichova –  Róża Gumienna

Zwycięstwo Gumiennej przez jednogłośną decyzję sędziów
- Walka w kategorii średniej (do 83,9 kg / 185 lb):  Filip Tomczak –  Marcin Naruszczka

Zwycięstwo Naruszczki przez jednogłośną decyzję sędziów
- Walka w kategorii półśredniej (do 77,1 kg / 170 lb):  Vincent del Guerra –  Kamil Gniadek

Zwycięstwo Gniadka przez poddanie w 1 rundzie
- Walka w kategorii półśredniej (do 77,1 kg / 170 lb):  Albert Odzimkowski –  Oskar Somerfeld

Zwycięstwo Odzimkowskiego przez jednogłośną decyzję sędziów
- Walka w kategorii lekkiej (do 70,3 kg / 155 lb):  Adam Golonkiewicz –  Mateusz Rębecki

Zwycięstwo Rębeckiego przez jednogłośną decyzję sędziów
- Walka w kategorii lekkiej (do 70,3 kg / 155 lb):  Leonid Smirnov –  Mateusz Głąb

Zwycięstwo Głąba przez poddanie w 1 rundzie
Karta Wstępna
- Walka kick-bokserska (K-1) w limicie umownym -67 kg:  Wojciech Kazieczko –  Mateusz Dąbrowski

Zwycięstwo Kazieczko przez niejednogłośną decyzję sędziów
Nagrody bonusowe:
- Walka wieczoru →  Paweł Biszczak –  Wojciech Wierzbicki
- Poddanie wieczoru →  Mateusz Głąb
- Nokaut wieczoru →  Riccardo Nosiglia

### FEN 16: Warsaw Reloaded
Walka Wieczoru
- Walka w kategorii piórkowej (do 65,8 kg / 145 lb):  Gabriel Silva –  Kamil Łebkowski

Zwycięstwo Silvy przez jednogłośną decyzję sędziów
Karta Główna
- Walka kick-bokserska (K-1) w kategorii średniej do -85 kg:  George Davies –  Radosław Paczuski

Zwycięstwo Paczuskiego przez jednogłośną decyzję sędziów
- Walka w kategorii piórkowej (do 65,8 kg / 145 lb):   Bartłomiej Kopera –  Daguir Imawow

Zwycięstwo Imawowa przez TKO w 2 rundzie
- Walka kick-bokserska (K-1) w limicie umownym -95 kg:  Marcin Szreder –  Ihar Kamkou

Zwycięstwo Szredera przez TKO w 1 rundzie
- Walka kick-bokserska (K-1) w limicie umownym +95 kg:  Artur Biżewski –  Arkadiusz Wrzosek

Zwycięstwo Wrzoska przez jednogłośną decyzję sędziów
- Walka w kategorii półśredniej (do 77,1 kg / 170 lb):   Kamil Gniadek –  Łukasz Stanek

Zwycięstwo Gniadka przez jednogłośną decyzję sędziów
- Walka w kategorii koguciej (do 61,2 kg / 135 lb):   Arbi Szamajew –  Shely Santana

Zwycięstwo Szamajewa przez jednogłośną decyzję sędziów
Karta Wstępna
- Walka w kategorii półśredniej (do 77,1 kg / 170 lb):  Ireneusz Szydłowski –  Paweł Pawlak

Zwycięstwo Pawlaka przez jednogłośną decyzję sędziów
- Walka w kategorii piórkowej (do 65,8 kg / 145 lb):  Ioan Stoyanov –  Sebastian Kotwica

Zwycięstwo Kotwicy przez TKO w 1 rundzie
- Walka w kategorii półśredniej (do 77,1 kg / 170 lb):  Adrian Kurek –  Karol Zyra

Zwycięstwo Zyry przez poddanie w 2 rundzie
- Walka kick-bokserska (K-1) w limicie umownym -61 kg:  Witalij Kazakou –  Piotr Bąkowski

Zwycięstwo Kazakou przez jednogłośną decyzję sędziów
Nagrody bonusowe:
- Walka wieczoru →  Gabriel Silva –  Kamil Łebkowski
- Poddanie wieczoru →  Karol Zyra
- Nokaut wieczoru →  Marcin Szreder

### FEN 17: Baltic Storm
Walka Wieczoru
- Walka w limicie umownym -74 kg:   Saulius Bucius –  Kamil Łebkowski

Zwycięstwo Łebkowskiego przez TKO w 1 rundzie
Karta Główna
- Walka w kategorii ciężkiej (do 120,2 kg / 265 lb):   Martin Chuděj –  Michał Wlazło

Zwycięstwo Wlazły przez dyskwalifikację w 1 rundzie
- Walka kick-bokserska (K-1) w kategorii średniej do -85 kg:   Menno Van Roosmalen –  Radosław Paczuski

Zwycięstwo Paczuskiego przez TKO w 1 rundzie
- Walka w kategorii półciężkiej (do 93 kg / 205 lb):  Michał Oleksiejczuk –  Riccardo Nosiglia

Zwycięstwo Oleksiejczuka przez TKO w 1 rundzie
- Walka kick-bokserska (K-1) w limicie umownym -95 kg:   Artur Bizewski –  Marcin Szreder

Zwycięstwo Bizewskiego przez KO w 2 rundzie
- Walka kick-bokserska (K-1) w limicie umownym -70 kg:   Robert Rajewski Jr. –  Jarosław Daschke

Zwycięstwo Daschke przez jednogłośną decyzję sędziów
- Walka w kategorii lekkiej (do 70,3 kg / 155 lb):   Patryk Nowak –  Piotr Hallmann

Zwycięstwo Hallmanna przez jednogłośną decyzję sędziów
Karta Wstępna
- Walka kick-bokserska (K-1) w limicie umownym -120 kg:   Mateusz Łazowski –  Kryspin Kalski

Zwycięstwo Kalskiego przez jednogłośną decyzję sędziów
- Walka w kategorii piórkowej (do 65,8 kg / 145 lb):   Aleksiej Olejnik –  Aleksander Georgas

Zwycięstwo Georgasa przez TKO w 2 rundzie
- Walka w kategorii średniej (do 83,9 kg / 185 lb):   Bartosz Leśko –  Aleksander Rychlik

Zwycięstwo Leśki przez poddanie w 2 rundzie
- Walka w kategorii półśredniej (do 77,1 kg / 170 lb):   Dmitrij Borsuk –  Ireneusz Szydłowski

Zwycięstwo Szydłowskiego przez jednogłośną decyzję sędziów
- Walka kick-bokserska (K-1) w limicie umownym -70 kg:   Kamil Mateja –  Alan Kwieciński

Zwycięstwo Matei przez jednogłośną decyzję sędziów
- Walka w kategorii półśredniej (do 77,1 kg / 170 lb):   Adam Brzezowski –  Damian Tarabasz

Zwycięstwo Brzezowskiego przez poddanie w 3 rundzie
Nagrody bonusowe:
- Walka wieczoru →  Riccardo Nosiglia –  Michał Oleksiejczuk
- Poddanie wieczoru →  Bartosz Leśko
- Nokaut wieczoru →  Artur Bizewski

### FEN 18: Summer Edition
Walka Wieczoru
- Walka w kategorii piórkowej (do 65,8 kg / 145 lb):   Kamil Łebkowski –  Daguir Imawow

Zwycięstwo Imawowa przez jednogłośną decyzję sędziów
Karta Główna
- Walka w kategorii średniej (do 83,9 kg / 185 lb):   Andrzej Grzebyk –  Marcin Naruszczka

Zwycięstwo Grzebyka przez jednogłośną decyzję sędziów
- Walka w kategorii piórkowej (do 65,8 kg / 145 lb):   Bartłomiej Kopera –  Alexander Georgas

Zwycięstwo Kopery przez poddanie w 2 rundzie
- Walka kick-bokserska (K-1) w kategorii półciężkiej:   Mateusz Duczmal –  Artur Bizewski

Zwycięstwo Bizewskiego przez jednogłośną decyzję sędziów
- Walka w kategorii lekkiej (do 70,3 kg / 155 lb):   Mateusz Rębecki –  Dmitrij Golbajew

Zwycięstwo Rębeckiego przez poddanie (werbalne) w 2 rundzie
- Walka w kategorii ciężkiej (do 120,2 kg / 265 lb):   Mateusz Łazowski –  Marcin Sianos

Zwycięstwo Sianosa przez TKO w 1 rundzie
- Walka w kategorii półśredniej (do 77,1 kg / 170 lb):   Tomasz Romanowski –  Igor Michaliszyn

Zwycięstwo Michaliszyna przez jednogłośną decyzję sędziów
- Walka w kategorii półciężkiej (do 93 kg / 205 lb):   Wojciech Janusz –  Chanin Aleksandr

Zwycięstwo Aleksandra przez jednogłośną decyzję sędziów
- Walka w kategorii półśredniej (do 77,1 kg / 170 lb):   Tomasz Stasiak –  Łukasz Stanek

Zwycięstwo Stasiaka przez poddanie w 2 rundzie
- Walka w kategorii półśredniej (do 77,1 kg / 170 lb):   Piotr Tutkowski –  Adrian Błeszyński

Zwycięstwo Błeszyńskiego przez poddanie w 1 rundzie
Karta Wstępna
- Walka w kategorii średniej (do 83,9 kg / 185 lb):   Marek Woroncow –  Filip Tomczak

Zwycięstwo Tomczaka przez poddanie w 1 rundzie
- Walka w kategorii średniej (do 83,9 kg / 185 lb):   Mateusz Symoczko –  Piotr Walawski

Zwycięstwo Symoczko przez jednogłośną decyzję sędziów
Nagrody bonusowe:
- Walka wieczoru →  Andrzej Grzebyk –  Marcin Naruszczka
- Poddanie wieczoru →  Bartłomiej Kopera
- Nokaut wieczoru →  Marcin Sianos

### FEN 19: Battle for Wrocław
Walka Wieczoru
- Walka kick-bokserska (K-1) o pas mistrzowski FEN w kategorii półśredniej:  Paweł Biszczak –  Igor Danis

Zwycięstwo Biszczaka przez KO w 1 rundzie
Karta Główna
- Walka w kategorii półśredniej (do 77,1 kg / 170 lb):   Bartłomiej Brzeziński –  Gabriel Al-Sulwi

Zwycięstwo Al-Sulwiego przez TKO  (przerwanie narożnika) w 2 rundzie
- Walka kick-bokserska (K-1) o pas mistrzowski FEN w kategorii ciężkiej:  Arkadiusz Wrzosek –  Nikolaj Falin

Zwycięstwo Wrzoska przez KO w 1 rundzie
- Walka w kategorii półśredniej (do 77,1 kg / 170 lb):   Nassourdine Imawow –  Michał Michalski

Zwycięstwo Michalskiego przez jednogłośną decyzję sędziów
- Walka kick-bokserska (K-1) o pas mistrzowski FEN w kategorii piórkowej:  Róża Gumienna –  Marta Waliczek

Zwycięstwo Waliczek przez jednogłośną decyzję sędziów
- Walka w kategorii średniej (do 83,9 kg / 185 lb):   Bartosz Leśko –  Paweł Brandys

Zwycięstwo Leśki przez jednogłośną decyzję sędziów
Karta Wstępna
- Walka w kategorii muszej:   Raffaela Milner –  Magdalena Rak

Zwycięstwo Rak przez jednogłośną decyzję sędziów
- Walka w kategorii półśredniej (do 77,1 kg / 170 lb):   Tymoteusz Łopaczyk –  Adrian Błeszyński

Zwycięstwo Łopaczyka przez jednogłośną decyzję sędziów
- Walka w kategorii lekkiej (do 70,3 kg / 155 lb):   Patryk Nowak –  Jakub Mroczkowski

Zwycięstwo Nowaka przez poddanie (gilotyna) w 1 rundzie
- Walka kick-bokserska (K-1) w kategorii lekkiej:  Krzysztof Kottas –  Marcin Stopka

Zwycięstwo Stopki przez jednogłośną decyzję sędziów
Nagrody bonusowe:
- Walka wieczoru →  Nassourdine Imawow –  Michał Michalski
- Poddanie wieczoru →  Patryk Nowak
- Nokaut wieczoru →  Paweł Biszczak

### FEN 20: Next Level
Walka Wieczoru
- Walka kick-bokserska (K-1) o pas mistrzowski FEN w kategorii średniej do -85 kg :  Radosław Paczuski –  Stanisław Zaniewski

Zwycięstwo Paczuskiego przez jednogłośną decyzję sędziów
Karta Główna
- Walka o pas mistrzowski FEN w kategorii lekkiej (do 70,3 kg / 155 lb):  Marian Ziółkowski –  Mateusz Rębecki

Zwycięstwo Rębeckiego przez TKO w 4 rundzie
- Walka kick-bokserska (K-1) o pas mistrzowski FEN w kategorii ciężkiej:  Arkadiusz Wrzosek –  Artur Bizewski

Zwycięstwo Wrzoska przez jednogłośną decyzją sędziów
- Walka w kategorii średniej (do 83,9 kg / 185 lb):  Andrzej Grzebyk –  Anatolij Litwinow

Zwycięstwo Grzebyka przez TKO w 1 rundzie
- Walka w kategorii średniej (do 83,9 kg / 185 lb):  Marcin Naruszczka –  Bartosz Leśko

Zwycięstwo Naruszczki przez jednogłośną decyzją sędziów
- Walka kick-bokserska (K-1) w kategorii ciężkiej:  Marcin Szreder –  Rafał Korczak

Zwycięstwo Korczaka przez jednogłośną decyzją sędziów po dogrywce
- Walka w kategorii piórkowej (do 65,8 kg / 145 lb):  Kamil Łebkowski –  Daniel Torres

Zwycięstwo Torresa przez jednogłośną decyzję sędziów
Karta Wstępna
- Walka w kategorii średniej (do 83,9 kg / 185 lb):  Krzysztof Kułak –  Michał Tarabańka

Zwycięstwo Kułaka przez poddanie w 2 rundzie
- Walka kick-bokserska (K-1) w kategorii półśredniej:  Alan Kwieciński –  Adrian Błeszyński

Zwycięstwo Błeszyńskiego przez jednogłośną decyzję sędziów
Nagrody bonusowe:
- Walka wieczoru →  Arkadiusz Wrzosek –  Artur Biżewski
- Poddanie wieczoru →  Krzysztof Kułak
- Nokaut wieczoru →  Mateusz Rębecki

### FEN 21: Grzebyk vs. Vieira
Walka Wieczoru
- Walka o pas mistrzowski FEN w kategorii średniej (do 83,9 kg / 185 lb):  Andrzej Grzebyk –  Thiago Vieira

Zwycięstwo Grzebyka przez TKO w trzeciej rundzie
Karta Główna
- Walka kick-bokserska (K-1) o pas mistrzowski FEN w kategorii półśredniej:  Wojciech Wierzbicki –  Łukasz Pławecki

Zwycięstwo Pławeckiego przez niejednogłośną decyzję sędziów
- Walka w kategorii półciężkiej (do 93 kg / 205 lb):  Toni Valtonen –  Marcin Zontek

Zwycięstwo Zontka przez TKO w trzeciej rundzie
- Walka w kategorii półśredniej (do 77,1 kg / 170 lb):   Tymoteusz Łopaczyk –  Jacek Jędraszczyk

Zwycięstwo Łopaczyka przez poddanie w trzeciej rundzie
- Walka w kategorii lekkiej (do 70,3 kg / 155 lb):  Marian Ziółkowski –  Patryk Nowak

Zwycięstwo Ziółkowskiego przez KO w pierwszej rundzie
- Walka w kategorii lekkiej (do 70,3 kg / 155 lb):  Mateusz Głąb –  Łukasz Kopera

Zwycięstwo Kopery przez TKO w pierwszej rundzie
- Walka w kategorii półśredniej (do 77,1 kg / 170 lb):   Szymon Dusza –  Oskar Somerfeld

Zwycięstwo Somerfelda przez niejednogłośną decyzję sędziów
Karta Wstępna
- Walka w kategorii ciężkiej (do 120,2 kg / 265 lb):  Marcin Sianos –  Grzegorz Ciepliński

Zwycięstwo Cieplińskiego przez jednogłośną decyzję sędziów
- Walka w kategorii półciężkiej (do 93 kg / 205 lb):  Bartosz Leśko –  Kewin Wiwatowski

Zwycięstwo Leśki przez poddanie w pierwszej rundzie
Nagrody bonusowe:
- Walki wieczoru →  Tymoteusz Łopaczyk –  Jacek Jędraszczyk oraz  Szymon Dusza –  Oskar Somerfeld
- Nokaut wieczoru →  Marian Ziółkowski

### FEN 22: Poznań Fight Night
Walka Wieczoru
- Walka w kategorii ciężkiej (do 120,2 kg / 265 lb):  Damian Grabowski –  Jose Rodrigo Guelke

Zwycięstwo Grabowskiego przez TKO w 1 rundzie
Karta Główna
- Walka o pas mistrzowski FEN w kategorii lekkiej (do 70,3 kg / 155 lb):   Mateusz Rębecki –  Łukasz Kopera

Zwycięstwo Rębeckiego przez TKO w 3 rundzie
- Walka w kategorii średniej (do 83,9 kg / 185 lb):   Bartosz Leśko –  Tomasz Kondraciuk

Zwycięstwo Leśki przez poddanie w 1 rundzie
- Walka w kategorii półśredniej (do 77,1 kg / 170 lb):   Kamil Gniadek –  Jacek Jędraszczyk

Zwycięstwo Gniadka przez TKO w 1 rundzie
- Walka w kategorii piórkowej (do 65,8 kg / 145 lb):   Kamil Łebkowski –  Łukasz Demczur

Zwycięstwo Łebkowskiego przez jednogłośną decyzję sędziów
- Walka kick-bokserska (K-1) w kategorii średniej:  Mateusz Kubiszyn –  Łukasz Radosz

Zwycięstwo Radosza przez jednogłośną decyzję sędziów
Karta Wstępna
- Walka w kategorii piórkowej (do 65,8 kg / 145 lb):   Edilson Teixeira –  Krzysztof Klaczek

Zwycięstwo Klaczka przez poddanie w 2 rundzie
- Walka w kategorii koguciej (do 61,2 kg / 135 lb):   Dawid Pasternak –  Rafał Statkiewicz

Zwycięstwo Stankiewicza przez jednogłośną decyzję sędziów
- Walka odbędzie się po zakończeniu transmisji telewizyjnej. Sytuacja jest związana z ciszą wyborczą i tym, że Łebkowski jest jednym z kandydatów

Nagrody bonusowe:
- Walka wieczoru →  Mateusz Rębecki –  Łukasz Kopera
- Nokaut wieczoru →  Kamil Gniadek
- Poddanie wieczoru →  Bartosz Leśko

### FEN 23: Rebecki vs. Imavov
Walka Wieczoru
- Walka o pas mistrzowski FEN w kategorii lekkiej (do 70,3 kg / 155 lb)  Mateusz Rębecki –  Daguir Imawow

Zwycięstwo Rębeckiego przez TKO w 1 rundzie
Karta Główna
- Walka w kategorii ciężkiej (do 120,2 kg / 265 lb)   Marcin Sianos –  Marcin Zontek

Zwycięstwo Sianosa przez KO w 1 rundzie
- Walka kick-bokserska (K-1) o pas mistrzowski FEN w kategorii półśredniej:  Łukasz Pławecki –  Dominik Zadora

Zwycięstwo Zadory przez KO w 3 rundzie
- Walka w kategorii półśredniej (do 77,1 kg / 170 lb):   Tymoteusz Łopaczyk –  Szymon Dusza

Zwycięstwo Duszy przez KO w 1 rundzie
- Walka kick-bokserska (K-1) w kategorii półśredniej:  Wojciech Wierzbicki –  Pavel Obozny

Zwycięstwo Wierzbickiego przez TKO w 1 rundzie
- Walka kick-bokserska (K-1) w limicie umownym -67 kg:  Eliasz Jankowski –  Hubert Dylewski

Zwycięstwo Jankowskiego przez jednogłośną decyzję sędziów
- Walka w kategorii lekkiej (do 70,3 kg / 155 lb):   Łukasz Bieniek –  Łukasz Charzewski

Zwycięstwo Charzewskiego przez poddanie w 3 rundzie
Karta Wstępna
- Walka kick-bokserska (K-1) w kategorii koguciej:  Bartosz Hassa –  Mariusz Lach

Zwycięstwo Lacha przez jednogłośną decyzję sędziów
- Walka w kategorii półśredniej (do 77,1 kg / 170 lb):   Szymon Szarpak –  Kamil Kraska

Zwycięstwo Kraski przez poddanie w 1 rundzie
- Walka kick-bokserska (K-1) w kategorii lekkiej:  Robert Rajewski Jr –  Łukasz Kaczmarczyk

Zwycięstwo Kaczmarczyka przez jednogłośną decyzję sędziów
- Walka kick-bokserska (K-1) w kategorii półśredniej:  Łukasz Kaleta –  Tomasz Zamysłowski

Zwycięstwo Zamysłowskiego przez TKO w 2 rundzie
Nagrody bonusowe:
- Walka wieczoru →  Dominik Zadora –  Łukasz Pławecki
- Nokaut wieczoru →  Marcin Sianos
- Poddanie wieczoru →  Łukasz Charzewski

### FEN 24: All or Nothing
Walka Wieczoru
- Walka kick-bokserska (K-1) o pas mistrzowski FEN w kategorii ciężkiej:  Arkadiusz Wrzosek –  Patrick Schmid

Zwycięstwo Wrzoska przez TKO w 5 rundzie
Karta Główna
- Walka o pas mistrzowski FEN w kategorii półśredniej (do 77,1 kg / 170 lb):  Kamil Gniadek –  Andrzej Grzebyk

Zwycięstwo Grzebyka przez KO w 3 rundzie
- Walka w kategorii ciężkiej (do 120,2 kg / 265 lb):  Grzegorz Ciepliński –  Szymon Bajor

Zwycięstwo Bajora przez TKO w 1 rundzie
- Walka kick-bokserska (K-1) w kategorii średniej:  Radosław Paczuski –  Darren Anstey

Zwycięstwo Paczuskiego przez TKO w 3 rundzie
- Walka w kategorii średniej (do 83,9 kg / 185 lb):  Marcin Naruszczka –  Bartosz Leśko

Remis przez niejednogłośną decyzję sędziów
- Walka kobiet w kategorii muszej:  Kamila Porczyk –  Anita Bekus

Zwycięstwo Bekus przez KO w 1 rundzie
- Walka bokserska w limicie umownym -80 kg:   Gabriel Al-Sulwi –  Maciej Gnatowski

Zwycięstwo Al-Sulwiego przez TKO w 2 rundzie
Karta Wstępna
- Walka w kategorii piórkowej (do 65,8 kg / 145 lb):  Kamil Łebkowski –  Adrian Zieliński

Zwycięstwo Zielińskiego przez KO w 1 rundzie
- Walka w limicie umownym 80 kg:  Marcin Krakowiak –  Mateusz Strzelczyk

Zwycięstwo Krakowiaka przez poddanie w 3 rundzie
- Walka kick-bokserska (K-1) w kategorii lekkiej:  Robert Rajewski Jr. –  Michał Gęsiarz

Zwycięstwo Rajewskiego Jr. przez jednogłośną decyzję sędziów
Nagrody bonusowe:
- Walka wieczoru →  Kamil Gniadek –  Andrzej Grzebyk
- Nokaut wieczoru →   Adrian Zieliński
- Poddanie wieczoru →  Marcin Krakowiak

### FEN 25: Ostróda Fight Night
Walka Wieczoru
- Walka w kategorii lekkiej (do 70,3 kg / 155 lb):  Maciej Jewtuszko –  Vaso Bakočević

Zwycięstwo Bakočevicia przez TKO w 1 rundzie
Karta Główna
- Walka o pas mistrzowski w kategorii piórkowej:  Adrian Zieliński –  Fabiano Silva

Zwycięstwo Zielińskiego przez TKO w 2 rundzie
- Walka w kategorii półciężkiej (do 93 kg / 205 lb):  Rafał Kijańczuk –  Adam Kowalski

Zwycięstwo Kowalskiego przez poddanie w 1 rundzie
- Walka kick-bokserska (K-1) w kategorii lekkiej:  Bartłomiej Witkowski  –  Pavel Kobyliatskyi

Zwycięstwo Kobyliatskyi przez jednogłośną decyzję sędziów
- Walka kobiet w umowntm limicie -57 kg:  Izabela Badurek –  Katarzyna Lubońska

Zwycięstwo Lubońskiej przez niejednogłośną decyzję sędziów
- Walka w kategorii średniej (do 83,9 kg / 185 lb):  Krystian Bielski –  Tomasz Skrzypek

Zwycięstwo Bielskiego przez KO w 2 rundzie
- Walka w kategorii półciężkiej (do 93 kg / 205 lb):  Michał Gutowski –  Wojciech Janusz

Zwycięstwo Janusza przez KO w 1 rundzie
Karta Wstępna
- Walka w kategorii półciężkiej (do 93 kg / 205 lb):  Bartosz Leśko –  Kewin Wiwatowski

Zwycięstwo Leśki przez poddanie w 1 rundzie
- Walka kick-bokserska (K-1) w kategorii średniej:  Łukasz Radosz –  Przemysław Zygmuntowicz

Zwycięstwo Radosza przez TKO w 2 rundzie
Nagrody bonusowe:
- Walka wieczoru →   Rafał Kijańczuk –  Adam Kowalski
- Nokaut wieczoru →  Wojciech Janusz
- Poddanie wieczoru →  Adam Kowalski

### FEN 26: The Greatness
Walka Wieczoru
- Walka o pas mistrzowski w kategorii średniej:  Andrzej Grzebyk –  Roberto Fonesca

Zwycięstwo Grzebyka przez TKO w 1 rundzie
Karta Główna
- Walka kick-bokserska (K-1) o pas mistrzowski FEN w kategorii półśredniej:  Dominik Zadora –  Wojciech Wierzbicki

Zwycięstwo Wierzbickiego przez TKO w 3 rundzie
- Walka w kategorii półciężkiej (do 93 kg / 205 lb):  Marcin Zontek –  Rafał Kijańczuk

Zwycięstwo Kijańczuka przez KO w 1 rundzie
- Walka w kategorii półśredniej (do 77,1 kg / 170 lb):  Szymon Dusza –  Kamil Gniadek

Zwycięstwo Duszy przez KO w 3 rundzie
- Walka w kategorii ciężkiej (do 120,2 kg / 265 lb):  Szymon Bajor –  Marcin Sianos

Zwycięstwo Bajora przez TKO w 2 rundzie
- Walka w kategorii półśredniej (do 77,1 kg / 170 lb):  Michał Golasiński –  Tymoteusz Łopaczyk

Zwycięstwo Łopaczyka przez TKO w 2 rundzie
- Walka w kategorii średniej (do 83,9 kg / 185 lb):  Adrian Bartosiński –  Krystian Bielski

Zwycięstwo Bartosińskiego przez TKO w 2 rundzie
Karta Wstępna
- Walka w kategorii lekkiej (do 70,3 kg / 155 lb):  Łukasz Charzewski –  Krystian Blezień

Zwycięstwo Charzewskiego przez jednogłośną decyzję sędziów
- Walka w umownym limicie -86 kg:  Jarosław Lech –  Marcin Krakowiak

Zwycięstwo Krakowiaka przez poddanie w 2 rundzie
Nagrody bonusowe:
- Walka wieczoru →  Szymon Dusza –  Kamil Gniadek
- Nokaut wieczoru →  Adrian Bartosiński
- Poddanie wieczoru →  Marcin Krakowiak

### FEN 27: Rębecki vs. Magomedov
Walka Wieczoru
- Walka o pas mistrzowski FEN w kategorii lekkiej (do 70,3 kg / 155 lb):  Mateusz Rębecki –  Magomied Magomiedow

Zwycięstwo Rębeckiego przez TKO w 2 rundzie
Karta Główna
- Walka w kategorii półciężkiej (do 93 kg / 205 lb):  Adam Kowalski –  Wojciech Janusz

Zwycięstwo Kowalskiego przez jednogłośną decyzję sędziów
- Walka kick-bokserska (K-1) w limicie umownym -71 kg:  Gor Harutjunjan –  Marcin Parcheta

Zwycięstwo Parchety przez jednogłośną decyzję sędziów
- Walka w kategorii muszej kobiet:  Eva Dourthe –  Katarzyna Lubońska

Zwycięstwo Dourthe przez poddanie w 1 rundzie
- Walka w kategorii koguciej (do 61,2 kg / 135 lb):  Sebastian Romanowski –  Rildeci Lima Dias

Zwycięstwo Romanowskiego przez jednogłośną decyzję sędziów
- Walka w kategorii półśredniej (do 77,1 kg / 170 lb):  Kamil Gniadek –  Michał Balcerczak

Zwycięstwo Gniadka przez poddanie w 1 rundzie
- Walka w kategorii półciężkiej (do 93 kg / 205 lb):  Michał Gutowski –  Łukasz Sudolski

Zwycięstwo Sudolskiego przez TKO w 1 rundzie
Karta Wstępna
- Walka w kategorii półśredniej (do 77,1 kg / 170 lb):  Samuel Vogt –  Jacek Jędraszczyk

Zwycięstwo Jędraszczyka przez KO w 2 rundzie
- Walka w kategorii ciężkiej (do 120,2 kg / 265 lb):  Seweryn Kirschhiebel –  Kirill Korniłow

Zwycięstwo Korniłowa przez KO w 2 rundzie
- Walka w kategorii koguciej (do 61,2 kg / 135 lb):  Mariusz Joniak –  Ołeksij Poliszczuk

Zwycięstwo Joniaka przez jednogłośną decyzję sędziów
Nagrody bonusowe:
- Walka wieczoru →  Wojciech Janusz  –  Adam Kowalski
- Nokaut wieczoru →  Jacek Jędraszczyk
- Poddanie wieczoru →  Kamil Gniadek

### FEN 28: Lotos Fight Night
Walka Wieczoru
- Walka o pas mistrzowski FEN w kategorii lekkiej (do 70,3 kg / 155 lb):  Mateusz Rębecki –  Fabiano Silva

Zwycięstwo Rębeckiego przez TKO w 1 rundzie
Karta Główna
- Walka w kategorii ciężkiej (do 120,2 kg / 265 lb):  Krystian Pudzianowski –  Piotr Szeliga

Zwycięstwo Szeligi przez TKO w 2 rundzie
- Walka o pas mistrzowski FEN w kategorii ciężkiej (do 120,2 kg / 265 lb):  Szymon Bajor –  Oli Thompson

Zwycięstwo Thompsona przez TKO w 1 rundzie
- Walka w kategorii półciężkiej (do 93 kg / 205 lb):  Rafał Kijańczuk –  Marcin Wójcik

Zwycięstwo Wójcika przez TKO w 2 rundzie
- Walka w kategorii ciężkiej (do 120,2 kg / 265 lb):  Igor Pokrajac –  Michał Kita

Zwycięstwo Kity przez TKO w 1 rundzie
- Walka w kategorii półśredniej (do 77,1 kg / 170 lb):  Szymon Dusza –  Kacper Koziorzębski

Zwycięstwo Koziorzębskiego przez jednogłośną decyzję sędziów
- Walka w kategorii ciężkiej (do 120,2 kg / 265 lb):  Marcin Sianos –  Adam Pałasz

Zwycięstwo Pałasza przez TKO w 3 rundzie
Karta Wstępna
- Walka w umownym limicie (do 71 kg / 156 lb):  Łukasz Charzewski –  Kacper Formela

Zwycięstwo Charzewskiego przez niejednogłośną decyzję sędziów
- Walka kick-bokserska (K-1) w kategorii półśredniej:  Dominik Zadora –  Piotr Sokół

Zwycięstwo Zadory przez jednogłośną decyzję sędziów
- Walka kobiet w kategorii muszej:  Anita Bekus –  Sylwia Firlej

Zwycięstwo Bekus przez TKO w 2 rundzie
Nagrody bonusowe:
- Walka wieczoru →  Łukasz Charzewski –  Kacper Formela
- Nokaut wieczoru →  Oli Thompson
- Nokaut wieczoru →  Adam Pałasz

### FEN 29: Lotos Fight Night Ostróda
Walka Wieczoru
- Walka o pas mistrzowski FEN w kategorii półciężkiej (do 93 kg / 205 lb):  Adam Kowalski –  Marcin Łazarz

Nieodbyta. Pojedynek w 3 rundzie został uznany przez sędziego ringowego jako No Contest (przypadkowy faul w oko w wykonaniu Łazarza), w związku z tym mistrz nie został wyłoniony
Karta Główna
- Walka w kategorii piórkowej (do 65,8 kg / 145 lb):  Adrian Zieliński –  Danilo Belluardo

Zwycięstwo Zielińskiego przez TKO w 1 rundzie
- Walka w kategorii średniej (do 83,9 kg / 185 lb):  Marcin Naruszczka –  Marko Radaković

Zwycięstwo Naruszczki przez KO w 1 rundzie
- Walka w kategorii piórkowej (do 65,8 kg / 145 lb):  Kamil Łebkowski –  Kacper Formela

Zwycięstwo Formeli przez KO w 3 rundzie
- Walka w kategorii półśredniej (do 77,1 kg / 170 lb):  Robert Bryczek –  Jacek Jędraszczyk

Zwycięstwo Bryczka przez KO w 1 rundzie
- Walka w kategorii ciężkiej (do 120,2 kg / 265 lb):  Grzegorz Ciepliński –  Kamil Minda

Zwycięstwo Mindy przez jednogłośną decyzję sędziów
Karta Wstępna
- Walka w kategorii średniej (do 83,9 kg / 185 lb):  Krystian Bielski –  Seweryn Kirschhiebel

Zwycięstwo Bielskiego przez KO w 1 rundzie
- Walka w kategorii ciężkiej (do 120,2 kg / 265 lb):  Paweł Biernat –  Kacper Miklasz

Zwycięstwo Biernata przez poddanie w 1 rundzie
- Walka kick-bokserska (K-1) w limicie umownym -85 kg:  Karol Łasiewicki –  Mateusz Kopeć

Zwycięstwo Kopecia przez TKO w 3 rundzie
- Walka w kategorii półśredniej (do 77,1 kg / 170 lb):  Piotr Golon –  Kamil Kraska

Zwycięstwo Kraski przez poddanie w 1 rundzie
Nagrody bonusowe:
- Walka wieczoru →  Kamil Łebkowski –  Kacper Formela
- Nokaut wieczoru →  Krystian Bielski
- Poddanie wieczoru →  Paweł Biernat

### FEN 30: Lotos Fight Night Wrocław
Walka Wieczoru
- Walka o pas mistrzowski FEN w kategorii półśredniej (do 77,1 kg / 170 lb):  Robert Bryczek –  Virgiliu Frasineac

Zwycięstwo Bryczka przez TKO w 5 rundzie
Karta Główna
- Walka kick-bokserska (K-1) o pas mistrzowski FEN w kategorii półśredniej:  Wojciech Wierzbicki –  Dominik Zadora

Zwycięstwo Zadory przez jednogłośną decyzję sędziów
- Walka w kategorii lekkiej (do 70,3 kg / 155 lb):  Łukasz Charzewski –  Mansur Abdurzakow

Zwycięstwo Charzewskiego przez jednogłośną decyzję sędziów
- Walka kobiet w kategorii muszej:  Anita Bekus –  Izabela Badurek

Zwycięstwo Badurek przez niejednogłośną decyzję sędziów (początkowo zwycięstwo Bekus, jednak werdykt został zmieniony po błędzie sędziów)
- Walka kick-bokserska (K-1) w kategorii ciężkiej:  Michał Turyński –  Cyril Cereyon

Zwycięstwo Turyńskiego przez TKO w 3 rundzie
- Walka w kategorii open (bez limitu):  Szymon Bajor –  Tassilo Lahr

Zwycięstwo Bajora przez TKO w 1 rundzie (Niemiec nie został dopuszczony do 2 rundy)
Karta Wstępna
- Walka w kategorii półciężkiej (do 93 kg / 205 lb):  Wojciech Janusz  –  Michał Gutowski

Zwycięstwo Janusza przez poddanie w 1 rundzie
- Walka w limicie umownym -80 kg:  Piotr Poniedziałek –  Oktawian Olejniczak

Zwycięstwo Poniedziałka przez KO w 1 rundzie
- Walka w kategorii koguciej (do 61,2 kg / 135 lb):  Mariusz Joniak –  Rafał Statkiewicz

Zwycięstwo Joniaka przez poddanie w 1 rundzie
- Walka kick-bokserska (K-1) kobiet w kategorii słomkowej:  Hanna Gujwan –  Barbara Nalepka

Zwycięstwo Nalepki przez jednogłośną decyzję sędziów
Nagrody bonusowe:
- Walka wieczoru →  Wojciech Wierzbicki –  Dominik Zadora
- Nokaut wieczoru →  Piotr Poniedziałek
- Poddanie wieczoru →  Wojciech Janusz

### FEN 31: Lotos Fight Night Łódź
Walka Wieczoru
- Walka w kategorii piórkowej (do 65,8 kg / 145 lb):   Daniel Rutkowski –  Adrian Zieliński

Zwycięstwo  Rutkowskiego przez jednogłośna decyzję  sędziów
Karta Główna
- Walka w limicie umownym -100 kg:  Łukasz Borowski –  Paweł Trybała

Zwycięstwo  Trybały przez TKO w 2 rundzie
- Walka o pas mistrzowski FEN w kategorii półciężkiej (do 93 kg / 205 lb):  Adam Kowalski –  Marcin Wójcik

Zwycięstwo Wójcika przez TKO w 4 rundzie
- Walka o pas mistrzowski FEN w kategorii koguciej (do 61,2 kg / 135 lb):  Sebastian Romanowski –  Jonas Mågård

Zwycięstwo Magarda przez jednogłośną decyzję  sędziów
- Walka w kategorii średniej (do 83,9 kg / 185 lb):  Marcin Naruszczka –  Ivan Cosić

Zwycięstwo Naruszczki przez niejednogłośną decyzję sędziów
Karta Wstępna
- Walka w limicie umownym -69 kg:  Kacper Formela –  Edgar Davalos

Zwycięstwo Formeli przez jednogłośną decyzję sędziów
- Walka w kategorii półciężkiej (do 93 kg / 205 lb):  Saeed Younsi –  Marcin Filipczak

Zwycięstwo Filipczaka przez TKO w 1 rundzie
Nagrody bonusowe:
- Walka wieczoru →  Marcin Naruszczka –  Ivan Cosić
- Nokaut wieczoru →  Marcin Filipczak
- Występ wieczoru →  Jonas Mågård

### FEN 32: Lotos Fight Night Warszawa
Walka Wieczoru
- Walka o pas mistrzowski FEN w kategorii lekkiej (do 70,3 kg / 155 lb):  Mateusz Rębecki –  Jose Barrios Vargas

Zwycięstwo Rębeckiego przez KO w 1 rundzie
Karta Główna
- Walka w kategorii półciężkiej (do 93 kg / 205 lb):  Wojciech Janusz –  Marcin Łazarz

Zwycięstwo Łazarza przez jednogłośną decyzję sędziów
- Walka w kategorii ciężkiej (do 120,2 kg / 265 lb):  Szymon Bajor –   Ednaldo Oliveira

Zwycięstwo Bajora przez TKO w 3 rundzie
- Walka w kategorii półśredniej (do 77,1 kg / 170 lb):  Szymon Dusza –  Roland Cambal

Zwycięstwo Duszy przez TKO w 1 rundzie
- Walka w kategorii średniej (do 83,9 kg / 185 lb):  Rafał Lewoń –  Piotr Walawski

Zwycięstwo Lewonia przez TKO w 2 rundzie
- Walka w kategorii półśredniej (do 77,1 kg / 170 lb):  Cezary Oleksiejczuk –  Djamil Chan

Zwycięstwo Oleksiejczuka przez TKO w 1 rundzie
Karta Wstępna
- Walka w kategorii średniej (do 83,9 kg / 185 lb):  Piotr Kuberski –  Mateusz Strzelczyk

Zwycięstwo Kuberskiego przez TKO w 2 rundzie
- Walka w kategorii lekkiej (do 70,3 kg / 155 lb):  Mikołaj Lewandowski –  Wojciech Kawa

Zwycięstwo Kawy przez jednogłośną decyzję sędziów
- Walka w kategorii półciężkiej (do 93 kg / 205 lb):  Bartosz Szewczyk –  Achmied Salamow

Zwycięstwo Szewczyka przez poddanie w 2 rundzie
Nagrody bonusowe:
- Walka wieczoru →  Wojciech Janusz –  Marcin Łazarz
- Nokaut wieczoru →  Mateusz Rębecki
- Poddanie wieczoru →  Bartosz Szewczyk

### FEN 33: Lotos Fight Night Warszawa
Walka Wieczoru
- Walka w kategorii piórkowej (do 65,8 kg / 145 lb):  Kacper Formela –  Damian Frankiewicz

Zwycięstwo Formeli przez jednogłośna decyzję sędziów
Karta Główna
- Walka kick-bokserska (K-1) w limicie umownym -80 kg:  Dominik Zadora –  Pavel Sach

Zwycięstwo Zadory przez jednogłośna decyzję sędziów
- Walka w kategorii koguciej (do 61,2 kg / 135 lb) kobiet:  Izabela Badurek –  Kateryna Szakałowa

Zwycięstwo Szakałowej przez jednogłośna decyzję sędziów
- Walka w kategorii półciężkiej (do 93 kg / 205 lb):  Rafał Kijańczuk –  Marcin Filipczak

Zwycięstwo Filipczaka przez poddanie w 1 rundzie
- Walka w kategorii ciężkiej (do 120,2 kg / 265 lb):  Damian Bujkowski –  Marcin Sianos

Zwycięstwo Bujkowskiego przez TKO w 3 rundzie
- Walka w kategorii lekkiej (do 70,3 kg / 155 lb):  Mansur Abdurzakow –  Andrej Chochłow

Zwycięstwo Chochłowa przez KO w 1 rundzie
Karta Wstępna
- Walka semi-pro w kategorii ciężkiej (do 120,2 kg / 265 lb):  Maciej Gąsiorek –  Bartosz Zaczeniuk

Zwycięstwo Zaczeniuka przez jednogłośną decyzję sędziów
- Walka semi-pro w kategorii piórkowej:  Gracjan Miś  –  Hubert Wybierała

Zwycięstwo Misia przez niejednogłośną decyzję sędziów
- Walka semi-pro w kategorii półśredniej:  Damian Rzepecki –  Dariusz Wilk

Zwycięstwo Wilka przez jednogłośną decyzję sędziów
Nagrody bonusowe:
- Walka wieczoru →   Kacper Formela –  Damian Frankiewicz
- Nokaut wieczoru →  Andrej Chochłow
- Występ wieczoru →  Kateryna Szakałowa

### FEN 34: Totalbet Fight Night
Walka Wieczoru
- Walka w kategorii półciężkiej (do 93 kg / 205 lb):  Paweł Trybała –  Łukasz Borowski

Zwycięstwo Borowskiego przez jednogłośną decyzję sędziów
Karta Główna
- Walka o pas mistrzowski FEN w kategorii koguciej (do 61,2 kg / 135 lb):  Jonas Mågård –  Frans Mlambo

Zwycięstwo Mlambo'a przez poddanie w 1 rundzie
- Walka kobiet w kategorii koguciej (do 61,2 kg / 135 lb):  Aniela Bogusz –  Adrianna Śledź

Zwycięstwo Bogusz przez poddanie w 1 rundzie
- Walka w kategorii półśredniej (do 77,1 kg / 170 lb):  Szymon Dusza –  Cezary Oleksiejczuk

Zwycięstwo Oleksiejczuka przez jednogłośną decyzję sędziów
- Walka w kategorii ciężkiej (do 120,2 kg / 265 lb):  Artur Syc –  Mateusz Murański

Zwycięstwo Murańskiego przez jednogłośną decyzję sędziów
- Walka kobiet w kategorii koguciej (do 61,2 kg / 135 lb):  Kateryna Szakałowa –  Jamila Sandora

Zwycięstwo Szakałowej przez poddanie w 2 rundzie
- Walka w limicie umownym -94 kg:  Kamil Piórkowski –  Adam Radziszewski

Zwycięstwo Radziszewskiego przez KO w 1 rundzie
Karta Wstępna
- Walka w kategorii koguciej (do 61,2 kg / 135 lb):  Paulina Paola –  Wiktoria Gnieciak

Zwycięstwo Paoli przez poddanie w 1 rundzie
- Walka w kategorii półciężkiej (do 93 kg / 205 lb):  Michał Piwowarski –  Kacper Miklasz

Zwycięstwo Piwowarskiego przez poddanie w 1 rundzie
Nagrody bonusowe:
- Walka wieczoru →  Szymon Dusza –  Cezary Oleksiejczuk
- Poddanie wieczoru →  Frans Mlambo
- Występ wieczoru →  Frans Mlambo

### FEN 35: Lotos Fight Night Ostróda
Walka Wieczoru
- Walka w kategorii lekkiej (do 70,3 kg / 155 lb):   Adrian Zieliński –  Aleksandr Gorszecznik

Zwycięstwo Gorszecznika przez jednogłośną decyzję sędziów
Karta Główna
- Walka w kategorii półcieżkiej:   Adam Kowalski –  Marcin Filipczak

Zwycięstwo Kowalskiego przez większościową decyzję sędziów
- Walka w kategorii piórkowej (do 65,8 kg / 145 lb):   Kamil Łebkowski –  Patryk Duński

Zwycięstwo Duńskiego przez KO w 1 rundzie
- Walka w kategorii średniej (do 83,9 kg / 185 lb):   Juan Martin Caballero –  Krystian Bielski

Zwycięstwo Bielskiego przez jednogłośną decyzję sędziów
- Walka w kategorii półśredniej (do 77,1 kg / 170 lb):   Jose Barrios –  Kamil Kraska

Zwycięstwo Kraski przez jednogłośną decyzję sędziów
- Walka kick-bokserska (K-1) w kategorii ciężkiej:    Artur Biżewski  –  Łukasz Szmajda

Zwycięstwo Szmajdy przez jednogłośną decyzję sędziów
- Walka w kategorii ciężkiej (do 120,2 kg / 265 lb):  Paweł Biernat  –  Damian Bujkowski

Zwycięstwo Biernata przez TKO w 1 rundzie
- Walka w limicie umownym -100 kg:  Kacper Miklasz –  Bartosz Szewczyk

Zwycięstwo Szewczyka przez TKO w 1 rundzie
Karta Wstępna
- Walka w kategorii koguciej (do 61,2 kg / 135 lb):  Krzysztof Gajek  –  Mariusz Joniak

Zwycięstwo Joniaka przez poddanie w 1 rundzie
- Walka semi-pro w kategorii lekkiej:  Damian Rzepecki –  Eryk Śmiatek

Zwycięstwo Rzepeckiego przez jednogłośną decyzję sędziów
Nagrody bonusowe:
- Walka wieczoru →  Adam Kowalski –  Marcin Filipczak
- Nokaut wieczoru →  Patryk Duński
- Poddanie wieczoru →  Mariusz Joniak

### FEN 36: Fight Night Szczecin
Walka Wieczoru
- Walka o pas mistrzowski FEN w kategorii lekkiej (do 70,3 kg / 155 lb):  Mateusz Rębecki –  Felipe Maia

Zwycięstwo Rębeckiego przez TKO w 1 rundzie
Karta Główna
- Walka o pas mistrzowski FEN w kategorii półciężkiej (do 93 kg / 205 lb):  Marcin Wójcik –  Eder de Souza

Zwycięstwo de Souzy przez technicznie poddanie w 2 rundzie
- Walka w kategorii półciężkiej (do 93 kg / 205 lb):  Michał Piwowarski –  Bartosz Szewczyk

Zwycięstwo Szewczyka przez TKO w 1 rundzie
- Walka w kategorii średniej (do 83,9 kg / 185 lb):  Krystian Bielski –  Piotr Walawski

Zwycięstwo Bielskiego przez KO w 2 rundzie
- Walka w kategorii lekkiej (do 70,3 kg / 155 lb):  Wojciech Kawa –  Denis Zarówny

Zwycięstwo Kawy przez jednogłośną decyzję sędziów po 3 rundach
- Walka w kategorii półciężkiej (do 93 kg / 205 lb):  Łukasz Klinger –  Kamil Wojciechowski

Zwycięstwo Wojciechowskiego przez TKO w 1 rundzie
- Walka w kategorii lekkiej (do 70,3 kg / 155 lb):  Krzysztof Dobrzyński –  Maciej Kaliciński

Zwycięstwo Dobrzyńskiego przez jednogłośną decyzję sędziów po 3 rundach
Karta Wstępna
- Walka w kategorii półśredniej (do 77,1 kg / 170 lb):  Maciej Pacuła –  Samuel Vogt

Zwycięstwo Vogta przez poddanie w 1 rundzie
- Walka semi-pro w kategorii lekkiej:  Patryk Buczkowski –  Piotr Terlecki

Zwycięstwo Terleckiego przez KO w 2 rundzie
- Walka semi-pro w kategorii piórkowej:  Maciej Łapka  –  Dominik Mazur

Zwycięstwo Mazura przez TKO w 1 rundzie
Nagrody bonusowe:
- Walka wieczoru →  Krzysztof Dobrzyński –  Maciej Kaliciński
- Nokaut wieczoru →   Bartosz Szewczyk
- Poddanie wieczoru →  Eder de Souza

### FEN 37: Energa Fight Night Wrocław
Walka Wieczoru
- Walka o pas mistrzowski FEN w kategorii lekkiej (do 70,3 kg / 155 lb):  Mateusz Rębecki –  Arkadij Osipjan

Zwycięstwo Rębeckiego przez jednogłośną decyzję sędziów
Karta Główna
- Walka kick-bokserska (K-1) o pas mistrzowski FEN w kategorii półśredniej:  Dominik Zadora –  Anatolij Hunanjan

Zwycięstwo Hunanjana przez TKO w 3 rundzie
- Walka o tymczasowy pas mistrzowski FEN w kategorii ciężkiej:  Szymon Bajor –  Bartosz Szewczyk

Zwycięstwo Bajora przez poddanie w 2 rundzie
- Walka o pas mistrzowski FEN w kategorii półśredniej (do 77,1 kg / 170 lb):  Cezary Oleksiejczuk –  Aigun Achmedow

Zwycięstwo Oleksiejczuka przez jednogłośną decyzję sędziów
- Walka w kategorii półśredniej (do 77,1 kg / 170 lb):  Adrian Zieliński –  Szymon Dusza

Zwycięstwo Zielińskiego przez jednogłośną decyzję sędziów
- Walka w kategorii średniej (do 83,9 kg / 185 lb):  Krystian Bielski –  Piotr Kuberski

Zwycięstwo Kuberskiego przez jednogłośną decyzję sędziów
- Walka w kategorii koguciej (do 61,2 kg / 135 lb):  Mariusz Joniak –  Lukas Chotenovsky

Zwycięstwo Joniaka przez KO w 1 rundzie
- Walka kick-bokserska (K-1) w limicie umownym -52 kg:  Barbara Nalepka –  Hanna Gujwan

Zwycięstwo Nalepki przez jednogłośną decyzję sędziów
Karta Wstępna
- Walka w kategorii półciężkiej (do 93 kg / 205 lb):  Adam Kowalski –  Mario Žgela

Zwycięstwo Žgeli przez TKO w 1 rundzie
- Walka semi-pro w kategorii półciężkiej:  Paweł Całkowski –  Łukasz Olech

Zwycięstwo Olecha przez poddanie 2 rundzie
Nagrody bonusowe:
- Walka wieczoru →  Krystian Bielski –  Piotr Kuberski
- Nokaut wieczoru →  Mariusz Joniak
- Poddanie wieczoru →  Łukasz Olech

### FEN 38: Lotos Fight Night
Walka Wieczoru
- Walka w kategorii ciężkiej (do 120,2 kg / 265 lb):  Michał Andryszak –  Jewgienij Golub

Zwycięstwo Andryszaka przez TKO w 1 rundzie
Karta Główna
- Walka limicie -79 kg:  Kamil Kraska –  Tato Primera

Zwycięstwo Kraski przez poddanie w 1 rundzie
- Walka kobiet o pas mistrzowski FEN w kategorii koguciej:  Kateryna Szakałowa –  Julia Kucenko

Zwycięstwo Szakałowej przez poddanie w 1 rundzie
- Walka w kategorii lekkiej (do 70,3 kg / 155 lb):  Wojciech Kawa –  Kamil Mosgalik

Zwycięstwo Kawy przez TKO w 3 rundzie
- Walka w kategorii półśredniej (do 77,1 kg / 170 lb):   Jacek Jędraszczyk –  Patryk Bogdan

Zwycięstwo Jędraszczyka przez TKO w 2 rundzie
- Walka w limicie umownym -68,5 kg:  Mateusz Rajewski  Giorgi Esiava

Zwycięstwo Esiavy przez jednogłośną decyzję sędziów po 3 rundach
- Walka kick-bokserska (K-1) w limicie umownym -88 kg:  Damian Ostęp –  Michał Grzesiak

Zwycięstwo Ostępa przez niejednogłośną decyzję sędziów po 3 rundach
Karta Wstępna
- Walka w limicie umownym -96 kg:  Kamil Wojciechowski –  Kornel Zapadka

Zwycięstwo Wojciechowskiego przez TKO w 1 rundzie
- Walka semi-pro w kategorii ciężkiej (do 120,2 kg / 265 lb):  Mateusz Olech –  Jacek Kujtkowski

Zwycięstwo Olecha przez jednogłośną decyzję sędziów
- Walka semi-pro w kategorii lekkiej:  Igor Terlecki –  Jakub Owczarek

Zwycięstwo Owczarka przez jednogłośną decyzję sędziów
Nagrody bonusowe:
- Walka wieczoru →  Wojciech Kawa –  Kamil Mosgalik
- Nokaut wieczoru →  Wojciech Kawa
- Poddanie wieczoru →  Kamil Kraska

### FEN 39: Lotos Fight Night
Walka Wieczoru
- Walka o pas mistrzowski FEN w kategorii piórkowej (do 65,8 kg / 145 lb):  Kacper Formela –  Nicolae Hantea

Zwycięstwo Formeli przez TKO w 1 rundzie
Karta Główna
- Walka w kategorii półciężkiej (do 93 kg / 205 lb):  Marcin Wójcik –  Paweł Hadaś

Zwycięstwo Wójcika przez TKO w 2 rundzie
- Walka w limicie umownym  -96kg:  Bartosz Szewczyk –  Ezequiel Silvino

Zwycięstwo Szewczyka przez TKO w 1 rundzie
- Walka w limicie umownym -68kg:  Łukasz Charzewski –  Matheus Pereira

No contest w 2 rundzie
- Walka w kategorii średniej (do 83,9 kg / 185 lb):  Robert Bryczek –  Silas Robson

Zwycięstwo Bryczka przez TKO w 1 rundzie
Karta Wstępna
- Walka w kategorii lekkiej (do 70,3 kg / 155 lb):  Krzysztof Dobrzyński –  Patryk Duński

Zwycięstwo Duńskiego przez TKO w 1 rundzie
- Walka w limicie umownym -82kg:  Mansur Abdurzakow –  Kacper Bróździak

Zwycięstwo Abdurzakowa przez poddanie w 2 rundzie

### FEN 40: Energa Fight Night Ostróda
Walka Wieczoru
- Walka o pas mistrzowski FEN w kategorii piórkowej (do 65,8 kg / 145 lb):  Kacper Formela –  Aleksandr Gorszecznik

Zwycięstwo Formeli przez KO w 1 rundzie
Karta Główna
- Walka o pas mistrzowski FEN w kategorii półśredniej (do 77,1 kg / 170 lb):  Cezary Oleksiejczuk –  Kamil Kraska

Zwycięstwo Oleksiejczuka przez jednogłośną decyzję sędziów
- Walka o pas mistrzowski FEN w kategorii średniej (do 83,9 kg / 185 lb):  Marcin Naruszczka –  Piotr Kuberski

Zwycięstwo Kuberskiego przez KO w 1 rundzie
- Walka w kategorii półśredniej (do 77,1 kg / 170 lb):  Adrian Zieliński –  Jacek Jędraszczyk

Zwycięstwo Zielińskiego przez jednogłośną decyzję sędziów
- Walka w kategorii lekkiej (do 70,3 kg / 155 lb):  Patryk Duński –  Wojciech Kawa

Zwycięstwo Duńskiego przez TKO w 1 rundzie
- Walka w kategorii półśredniej (do 77,1 kg / 170 lb):  Szymon Dusza –  Wawrzyniec Bartnik

Zwycięstwo Duszy przez TKO w 2 rundzie
- Walka semi-pro w kategorii lekkiej:  Michał Borowski –  Mateusz Koszela

Zwycięstwo Borowskiego przez jednogłośną decyzję sędziów
- Walka w kategorii półciężkiej (do 93 kg / 205 lb):  Wojciech Janusz –  Łukasz Klinger

Zwycięstwo Klingera przez jednogłośną decyzję sędziów
- Walka w kategorii średniej (do 83,9 kg / 185 lb):  Dariusz Hrehorowicz –  Adam Lazar

Zwycięstwo Hrehorowicza przez TKO w 2 rundzie
Karta Wstępna
- Walka w kategorii półśredniej (do 77,1 kg / 170 lb):  Alan Szymański –  Bartłomiej Dragański

Zwycięstwo Dragańskiego przez poddanie w 1 rundzie
- Walka semi-pro w kategorii piórkowej:  Oskar Stachura –  Oliwier Filipiak

Zwycięstwo Filipiaka przez poddanie w 1 rundzie
Nagrody bonusowe:
- Walka wieczoru →  Cezary Oleksiejczuk –  Kamil Kraska
- Nokaut wieczoru →  Kacper Formela
- Poddanie wieczoru →  Bartłomiej Dragański

### FEN 41: Tauron Fight Night Mrągowo
Walka Wieczoru
- Walka w kategorii półciężkiej (do 93 kg / 205 lb):  Bartosz Szewczyk –  Dimitrij Mikutsa

Zwycięstwo Szewczyka przez niejednogłośną decyzję sędziów
Karta Główna
- Walka w kategorii półciężkiej (do 93 kg / 205 lb):  Marcin Filipczak –  Piotr Kalenik

Zwycięstwo Filipczaka przez jednogłośną decyzję sędziów
- Walka w kategorii ciężkiej (do 120,2 kg / 265 lb):  Damian Bujkowski –  Adam Biegański

Zwycięstwo Biegańskiego przez poddanie w 2 rundzie
- Walka w kategorii ciężkiej (do 120,2 kg / 265 lb):  Paweł Biernat –  Karol Żołowski

Zwycięstwo Biernata TKO w 1 rundzie
- Walka w kategorii lekkiej (do 70,3 kg / 155 lb):  Damian Rzepecki –  Hubert Sulewski

Zwycięstwo Rzepeckiego przez poddanie w 2 rundzie
- Walka kick-bokserska (K-1) w limicie umownym -86 kg:  Karol Łasiewicki –  Kamil Paczuski

Zwycięstwo Paczuskiego przez większościową decyzję sędziów
- Walka w kategorii koguciej (do 61,2 kg / 135 lb):  Lukáš Chotěnovský –  Adrian Błoński

Zwycięstwo Chotěnovský'ego przez poddanie w 3 rundzie
- Walka w kategorii ciężkiej (do 120,2 kg / 265 lb):  Michał Dąbkowski –  Mateusz Olech

Zwycięstwo Olecha przez TKO w 1 rundzie
Karta Wstępna
- Walka semi-pro w kategorii półśredniej:  Arkadiusz Dzikielewski –  Jakub Wiśniewski

Zwycięstwo Dzikielewskiego przez jednogłośną decyzję sędziów
- Walka semi-pro w kategorii lekkiej:  Krystian Olszta –  Igor Włodarczyk

Zwycięstwo Włodarczyka przez jednogłośną decyzję sędziów
- Walka semi-pro w kategorii półciężkiej:  Dawid Gryń –  Michał Malinowski

Zwycięstwo Malinowski przez jednogłośną decyzję sędziów
Nagrody bonusowe:
- Walka wieczoru →  Marcin Filipczak –  Piotr Kalenik
- Nokaut wieczoru →  Paweł Biernat
- Poddanie wieczoru →  Damian Rzepecki

### FEN 42: Tauron Fight Night Wrocław
Walka Wieczoru
- Walka o pas mistrzowski FEN w kategorii półśredniej (do 77,1 kg / 170 lb):  Cezary Oleksiejczuk –  Adrian Zieliński

Zwycięstwo Oleksiejczuka przez TKO w 1 rundzie
Karta Główna
- Walka o pas mistrzowski FEN w kategorii ciężkiej (do 120,2 kg / 265 lb):  Michał Andryszak –  Eder de Souza

Zwycięstwo Andryszaka przez TKO w 1 rundzie
- Walka o pas mistrzowski FEN w kategorii lekkiej (do 70,3 kg / 155 lb):  Łukasz Charzewski –  Anatolij Żurakiwskij

Zwycięstwo Charzewskiego przez jednogłośną decyzję sędziów
- Walka w kategorii półśredniej (do 77,1 kg / 170 lb):  Szymon Dusza –  Mansur Abdurzakow

Zwycięstwo Abdurzakowa przez poddanie w 3 rundzie
- Walka w kategorii półciężkiej (do 93 kg / 205 lb):  Łukasz Olech –  Kamil Wojciechowski

Zwycięstwo Wojciechowskiego przez niejednogłośną decyzję sędziów
- Walka w kategorii piórkowej (do 65,8 kg / 145 lb):  Dawid Kareciński –  Maciej Kaliciński

Zwycięstwo Karecińskiego przez jednogłośną decyzję sędziów
- Walka kick-bokserska (K-1) w kategorii półśredniej:  Rafał Dudek –  Denis Dąbkowski

Zwycięstwo Dudka przez jednogłośną decyzję sędziów
- Walka kick-bokserska (K-1) w kategorii lekkiej:  Mateusz Siudak –  Paweł Józefowicz

Zwycięstwo Józefowicza przez KO w 2 rundzie
Karta Wstępna
- Walka w kategorii średniej (do 83,9 kg / 185 lb):  Bartłomiej Dragański –  Tomasz Ostrowski

Zwycięstwo Dragańskiego przez poddanie w 1 rundzie
- Walka semi-pro w kategorii piórkowej:  Oskar Stachura –  Radosław Czajka

Zwycięstwo Stachury przez poddanie w 1 rundzie
Nagrody bonusowe:
- Walka wieczoru →  Dawid Kareciński –  Maciej Kaliciński
- Nokaut wieczoru →  Cezary Oleksiejczuk
- Poddanie wieczoru →  Bartłomiej Dragański

### FEN 43: Energa Fight Night Szczecin
Walka Wieczoru
- Walka o pas mistrzowski FEN w kategorii piórkowej (do 65,8 kg / 145 lb):  Kacper Formela –  Pedro Nobre

Zwycięstwo Formeli przez TKO w 1 rundzie
Karta Główna
- Walka w kategorii lekkiej (do 70,3 kg / 155 lb):  Wojciech Kawa –  Arkadiusz Pałkowski

Zwycięstwo Kawy przez TKO w 2 rundzie
- Walka w kategorii ciężkiej (do 120,2 kg / 265 lb):  Michał Piwowarski –  Mateusz Olech

Zwycięstwo Olecha przez jednogłośną decyzję sędziów
- Walka kobiet w kategorii koguciej (do 61,2 kg / 135 lb):  Ana Lobzhanidze –  Klaudia Syguła

Zwycięstwo Syguły przez TKO w 1 rundzie
- Walka w kategorii półśredniej (do 77,1 kg / 170 lb):  Kamil Gniadek –  Jacek Bednorz

Zwycięstwo Gniadka przez poddanie w 2 rundzie
- Walka kick-bokserska (K-1) w limicie umownym -81 kg:  Michał Młynarczyk –  Krzysztof Zimoląg

Zwycięstwo Młynarczyka przez jednogłośną decyzję sędziów
- Walka w kategorii lekkiej (do 70,3 kg / 155 lb):  Konrad Furmanek –  Dawid Borzęcki

Zwycięstwo Furmanka przez KO w 1 rundzie
Karta Wstępna
- Walka semi-pro w kategorii piórkowej:  Oliwier Filipiak –  Mateusz Kownacki

Zwycięstwo Filipiaka przez jednogłośną decyzję sędziów
- Walka semi-pro w kategorii półśredniej:  Patryk Wiśniewski –  Grzegorz Patra

Zwycięstwo Patry przez jednogłośną decyzję sędziów
Nagrody bonusowe:
Nie przyznano

### FEN 44: Orlen Paliwa Fight Night
Walka Wieczoru
- Walka o pas mistrzowski FEN w kategorii średniej (do 83,9 kg / 185 lb):  Piotr Kuberski –  Marcin Filipczak

Zwycięstwo Kuberskiego przez KO w 2 rundzie
Karta Główna
- Walka w kategorii półśredniej (do 77,1 kg / 170 lb):  Kamil Kraska –  Leonardo Barbosa

Zwycięstwo Kraski przez poddanie w 3 rundzie
- Walka w kategorii półciężkiej (do 93 kg / 205 lb):  Bartosz Szewczyk –  Marcin Łazarz

Zwycięstwo Łazarza przez niejednogłośną decyzję sędziów
- Walka w kategorii półśredniej (do 77,1 kg / 170 lb):  Jacek Jędraszczyk –  Wawrzyniec Bartnik

Zwycięstwo Jędraszczyka przez jednogłośną decyzję sędziów
- Walka kick-bokserska (K-1) w limicie umownym -91 kg:  Michał Grzesiak –  Tymoteusz Lewandowski

Zwycięstwo Grzesiaka przez poddanie narożnika w 2 rundzie
- Walka w kategorii ciężkiej (do 120,2 kg / 265 lb):  Maciej Gąsiorek –  Kacper Miklasz

Zwycięstwo Gąsiorka przez TKO w 1 rundzie
- Walka w kategorii półśredniej (do 77,1 kg / 170 lb):  Maciej Pacuła –  Łukasz Świrydowicz

Zwycięstwo Świrydowicza przez poddanie w 2 rundzie
Karta Wstępna
- Walka w kategorii koguciej (do 61,2 kg / 135 lb):  Eryk Maj –  Michał Musiał

Zwycięstwo Musiała przez jednogłośną decyzję sędziów
- Walka w kategorii średniej (do 83,9 kg / 185 lb):  Hubert Drzyzga –  Tomasz Ostrowski

Zwycięstwo Ostrowskiego przez poddanie w 1 rundzie
Nagrody bonusowe:
- Walka wieczoru →  Jacek Jędraszczyk –  Wawrzyniec Bartnik
- Nokaut wieczoru →  Piotr Kuberski
- Poddanie wieczoru →  Kamil Kraska

### FEN 45: Tauron Fight Night Ząbki
Walka Wieczoru
- Walka o pas mistrzowski FEN w kategorii półśredniej (do 77,1 kg / 170 lb):  Cezary Oleksiejczuk –  Mansur Abdurzakow

Zwycięstwo Oleksiejczuka przez jednogłośną decyzję sędziów
Karta Główna
- Walka w kategorii średniej (do 83,9 kg / 185 lb):  Kamil Wojciechowski –  Joel dos Santos

Zwycięstwo Wojciechowskiego przez TKO w 1 rundzie
- Walka w kategorii półśredniej (do 77,1 kg / 170 lb):  Bartłomiej Dragański –  Marcin Grześkowiak

Zwycięstwo Dragańskiego przez TKO w 1 rundzie
- Walka w kategorii lekkiej (do 70,3 kg / 155 lb):  Damian Rzepecki –  Konrad Furmanek

Zwycięstwo Rzepeckiego przez poddanie w 2 rundzie
- Walka w limicie umownym -72,5 kg:  Giorgi Esiava –  Robert Rajewski Jr.

Zwycięstwo Esiavy przez poddanie w 2 rundzie
- Walka w limicie umownym -72 kg:  Patryk Duński –  Magomied Cicajew

Zwycięstwo Duńskiego przez TKO w 1 rundzie
- Walka w kategorii open (bez limitu):  Nikola Milanović –  Patryk Masiak

Zwycięstwo Masiaka przez TKO w 1 rundzie
Karta Wstępna
- Walka kick-bokserska (K-1) w limicie umownym -71 kg:  Bartosz Botwina –  Wojciech Konopiński

Zwycięstwo Botwiny przez TKO w 1 rundzie
- Walka kick-bokserska (K-1) w limicie umownym -81 kg:  Robert Krasoń –  Dawid Siek

Zwycięstwo Krasonia przez jednogłośną decyzję sędziów
- Walka semi-pro w kategorii lekkiej:  Patryk Dubaczyński –  Adam Kowalski

Zwycięstwo Kowalskiego przez jednogłośną decyzję sędziów
Nagrody bonusowe:
- Walka wieczoru →  Cezary Oleksiejczuk –  Mansur Abdurzakow
- Nokaut wieczoru →  Bartłomiej Dragański
- Poddanie wieczoru →  Damian Rzepecki

### FEN 46: Kuberski vs. Wojciechowski
Walka Wieczoru
- Walka o pas mistrzowski FEN w kategorii średniej (do 83,9 kg / 185 lb):  Piotr Kuberski –  Kamil Wojciechowski

Zwycięstwo Kuberskiego przez KO w 1 rundzie
Karta Główna
- Walka w kategorii półciężkiej (do 93 kg / 205 lb):  Marcin Wójcik –  Ednaldo Oliveira

Zwycięstwo Wójcika przez TKO w 2 rundzie
- Walka w kategorii półciężkiej (do 93 kg / 205 lb):  Bartosz Szewczyk –  Łukasz Klinger

Remis przez większościową decyzję sędziów
- Walka w kategorii półśredniej (do 77,1 kg / 170 lb):  Bartłomiej Dragański –  Wawrzyniec Bartnik

Zwycięstwo Bartnika przez jednogłośną decyzję sędziów
- Walka w kategorii lekkiej (do 70,3 kg / 155 lb):  Damian Rzepecki –  Krzysztof Dobrzyński

Zwycięstwo Rzepeckiego przez poddanie w 2 rundzie
- Walka w kategorii półciężkiej (do 93 kg / 205 lb):  Łukasz Olech –  Piotr Kalenik

Zwycięstwo Olecha przez poddanie w 1 rundzie
- Walka w kategorii lekkiej (do 70,3 kg / 155 lb):  Gracjan Wyroślak –  Kamil Mosgalik

Zwycięstwo Wyroślaka przez poddanie w 2 rundzie
Karta Wstępna
- Walka kick-bokserska (K-1) w limicie umownym -77 kg:  Bartłomiej Mienciuk –  Dawid Siek

Zwycięstwo Mienciuka przez niejednogłośną decyzję sędziów
- Walka semi-pro w kategorii półśredniej:  Maciej Brzeziński –  Jakub Szymanowski

Zwycięstwo Szymanowskiego przez TKO w 1 rundzie
- Walka semi-pro w kategorii półśredniej:  Wojciech Małkiński –  Igor Terlecki

Zwycięstwo Terleckiego przez większościową decyzję sędziów
Nagrody bonusowe:
- Walka wieczoru →  Bartłomiej Dragański –  Wawrzyniec Bartnik
- Nokaut wieczoru →  Piotr Kuberski
- Poddanie wieczoru →  Damian Rzepecki

### FEN 47: Orlen Paliwa Fight Night
Walka Wieczoru
- Walka o pas mistrzowski FEN w kategorii piórkowej (do 65,8 kg / 145 lb):  Kacper Formela –  Nurżan Akiszew

Zwycięstwo Formeli przez jednogłośną decyzję sędziów
Karta Główna
- Walka o pas mistrzowski FEN w kategorii lekkiej (do 70,3 kg / 155 lb):  Łukasz Charzewski –  Patryk Duński

Zwycięstwo Charzewskiego przez jednogłośną decyzję sędziów
- Walka w kategorii półśredniej (do 77,1 kg/ 170 lb):  Adrian Zieliński –  Maksym Grabowicz

Zwycięstwo Zielińskiego przez jednogłośną decyzję sędziów
- Walka w limicie umownym (do 75 kg / 166 lb):  Michał Borowski –  Michał Romaneczko

Zwycięstwo Borowskiego przez jednogłośną decyzję sędziów
- Walka w kategorii średniej (do 83,9 kg / 185 lb):  Dariusz Hrehorowicz –  Tomasz Ostrowski

Zwycięstwo Ostrowskiego przez poddanie w 2 rundzie
Karta Wstępna
- Walka w kategorii koguciej (do 61, 2 kg / 135 lb):  Eryk Bałasz –  Damian Biłbak

Zwycięstwo Biłbaka przez jednogłośną decyzję sędziów
- Walka semi-pro kobiet w kategorii słomkowej (do 52,2 kg / 115 Ib):  Paulina Ilnicka –  Zofia Rybicka

Zwycięstwo Ilnickiej przez jednogłośną decyzję sędziów
- Walka semi-pro w kategorii średniej (do 83,9 kg / 185 lb):  Mateusz Rębisz –  Kacper Olszewski

Zwycięstwo Olszewskiego przez większościową decyzję sędziów
- Walka semi-pro kick-bokserska (K-1) w kategorii półśredniej (do 77,1 kg / 170 lb):  Krzysztof Kruzel –  Bartosz Powirski

Zwycięstwo Kruzela przez jednogłośną decyzję sędziów
- Walka semi-pro kick-bokserska (K-1) w kategorii półśredniej (do 77,1 kg / 170 lb):  Patryk Mielniczuk –  Damian Ciechanowski

Zwycięstwo Mielniczuka przez jednogłośną decyzję sędziów
Nagrody bonusowe:
- Walka wieczoru →  Łukasz Charzewski –  Patryk Duński
- Walka wieczoru →  Adrian Zieliński –  Maksym Grabowicz
- Poddanie wieczoru →  Tomasz Ostrowski

### FEN 48: Wójcik vs. Wieczorek
Walka Wieczoru
- Walka w kategorii półciężkiej (do 93 kg / 205 lb):  Marcin Wójcik –  Adam Wieczorek

Zwycięstwo Wójcika przez KO w 2 rundzie
Karta Główna
- Walka w kategorii półciężkiej (do 93 kg / 205 lb):  Łukasz Olech –  Adam Biegański

Zwycięstwo Olecha przez poddanie w 1 rundzie
- Walka w kategorii półśredniej (do 77,1 kg / 170 lb):  Wawrzyniec Bartnik –  Mohamed Zarey

Zwycięstwo Bartinika przez KO w 2 rundzie
- Walka w kategorii lekkiej (do 70,3 kg / 155 lb):  Gracjan Wyroślak –  Patryk Marzec

Zwycięstwo Wyroślaka przez jednogłośną decyzję sędziów
- Walka w kategorii ciężkiej (do 120,2 kg / 265 lb):  Mateusz Olech –  Marcin Kalata

Zwycięstwo Olecha przez poddanie w 1 rundzie
- Walka w umownym limicie -65,8 kg:  Bartłomiej Skowyra –  Paweł Domin

Zwycięstwo Domina przez jednogłośną decyzję sędziów
Karta Wstępna
- Walka kick-bokserska (K-1) w kategorii półśredniej (do 77,1 kg / 170 lb):  Denis Dąbkowski –  Patyk Mielniczuk

Zwycięstwo Mielniczuka przez jednogłośną decyzję sędziów
- Walka semi-pro w kategorii średniej (do 83,9 kg / 185 lb):  Marcin Kopcza –  Paweł Struś

Zwycięstwo Kopczy przez jednogłośną decyzję sędziów
- Walka semi-pro w kategorii średniej (do 83,9 kg / 185 lb):  Tomasz Gołębiewski –  Przemysław Kampa

Zwycięstwo Gołębiewskiego przez jednogłośną decyzję sędziów
Nagrody bonusowe:
- Walka wieczoru →  Bartłomiej Skowyra –  Paweł Domin
- Walka wieczoru →  Denis Dąbkowski –  Patyk Mielniczuk
- Nokaut wieczoru →  Wawrzyniec Bartnik
- Poddanie wieczoru →  Mateusz Olech

### FEN 49: Fight Night Mrągowo
Walka Wieczoru
- Walka w kategorii półśredniej (do 77,1 kg / 170 lb):  Adrian Zieliński –  Kamil Kraska

Zwycięstwo Zielińskiego przez TKO w 2 rundzie
Karta Główna
- Walka w kategorii półciężkiej (do 93 kg / 205 lb):  Bartosz Szewczyk –  Ederson Cristian Macedo

Zwycięstwo Szewczyka przez KO w 1 rundzie
- Walka w kategorii koguciej (do 61, 2 kg / 135 lb):  Piotr Kamiński –  Witalij Jakimenko

Zwycięstwo Jakimenko przez TKO w 2 rundzie
- Walka w kategorii ciężkiej (do 120,2 kg / 265 lb):  Damian Bujkowski –  Robert Maruszak

Zwycięstwo Maruszaka przez KO w 1 rundzie
- Walka w kategorii średniej (do 83, 9 kg / 185 lb):  Mateusz Sosnowski –  Tobiasz Lewandowski

Zwycięstwo Sosnowskiego przez poddanie w 1 rundzie
- Walka kick-bokserska (K-1) w umownym limicie -85 kg / 187 lb:  Karol Łasiewicki –  Patryk Szyszko

Zwycięstwo Łasiewickiego przez TKO w 1 rundzie
Karta Wstępna
- Walka w kategorii lekkiej (do 70,3 kg / 155 lb):  Hubert Sulewski –  Dawid Borzęcki

Zwycięstwo Sulewskiego przez jednogłośną decyzję sędziów
- Walka w kategorii lekkiej (do 70,3 kg / 155 lb):  Adam Kowalski  –  Jakub Owczarek

Zwycięstwo Kowalskiego przez jednogłośną decyzję sędziów
- Walka semi-pro kobiet w kategorii piórkowej (do 65,8 kg / 145 lb):  Julia Żelazek –  Dominika Chrzyptowicz

Zwycięstwo Żelazek przez poddanie w 2 rundzie
Nagrody bonusowe:
- Walka wieczoru →  Adrian Zieliński –  Kamil Kraska
- Nokaut wieczoru →  Robert Maruszak
- Poddanie wieczoru →  Mateusz Sosnowski

### FEN 50: Tauron Fight Night
Walka Wieczoru
- Walka o pas mistrzowski FEN w kategorii półciężkiej (do 93 kg / 205 lb):  Eder de Souza –  Marcin Łazarz

Zwycięstwo Łazarza przez TKO w 1 rundzie
Karta Główna
- Walka w kategorii półśredniej (do 77,1 kg / 170 lb):  Mansur Abdurzakow –  Piotr Poniedziałek

Zwycięstwo Abdurzakowa przez poddanie w 2 rundzie
- Walka w kategorii średniej (do 83, 9 kg / 185 lb):  Marcin Filipczak –  Łukasz Stanek

Zwycięstwo Stanka przez jednogłośną decyzję sędziów
- Walka w kategorii ciężkiej (do 120,2 kg / 265 lb):  Paweł Biernat –  Marcin Sianos

Zwycięstwo Sianosa przez jednogłośną decyzję sędziów
- Walka w kategorii lekkiej (do 70,3 kg / 155 lb):  Wojciech Kawa –  Mateusz Rajewski

Zwycięstwo Rajewskiego przez jednogłośną decyzję sędziów
- Walka w kategorii lekkiej (do 70,3 kg / 155 lb):  Adam Brysz –  Ołeksandr Moisa

Zwycięstwo Brysza przez jednogłośną decyzję sędziów
- Walka w kategorii koguciej (do 61, 2 kg / 135 lb):  Michał Musiał –  Grzegorz Stabach

Zwycięstwo Stabacha przez poddanie w 1 rundzie
Karta Wstępna
- Walka kick-bokserska (K-1) w umownym limicie -85 kg / 187 lb:  Alan Kalski –  Adam Lazar

Zwycięstwo Kalskiego przez TKO w 2 rundzie
- Walka semi-pro w kategorii koguciej (do 61, 2 kg / 135 lb):  Olaf Kosiński –  Łukasz Kłos

Zwycięstwo Kłosa przez większościową decyzję sędziowską
- Walka semi-pro w kategorii piórkowej (do 65,8 kg / 145 lb):  Dawid Szulcek –  Danił Fedenko

Zwycięstwo Fedenko przez poddanie w 1 rundzie
Nagrody bonusowe:
- Walka wieczoru →  Marcin Filipczak –  Łukasz Stanek
- Nokaut wieczoru →  Marcin Łazarz
- Poddanie wieczoru →  Grzegorz Stabach

### FEN 51: KGHM Fight Night
Walka Wieczoru
- Walka w umownym limicie -79 kg / 174 lb:  Cezary Oleksiejczuk –  Chris Fishgold

Zwycięstwo Oleksiejczuka przez TKO w 1 rundzie
Karta Główna
- Walka w kategorii lekkiej (do 70,3 kg / 155 lb):  Kacper Formela –  Nursułtan Kassymchanow

Zwycięstwo Formeli przez jednogłośną decyzję sędziów
- Walka w kategorii lekkiej (do 70,3 kg / 155 lb):  Damian Rzepecki –  Estabili Amato

Zwycięstwo Rzepeckiego przez poddanie w 2 rundzie
- Walka w kategorii średniej (do 83, 9 kg / 185 lb):  Tomasz Ostrowski –  Artur Niebrzydowski

Zwycięstwo Ostrowskiego przez TKO w 1 rundzie
- Walka kategorii piórkowej (do 65,8 kg / 145 lb):  Dawid Kareciński –  Patryk Likus

Zwycięstwo Likusa przez KO w 1 rundzie
- Walka w kategorii średniej (do 83, 9 kg / 185 lb):  Mateusz Janur –  Aleksiej Szanin

Zwycięstwo Janura przez TKO w 2 rundzie
- Walka kategorii piórkowej (do 65,8 kg / 145 lb):  Michał Borowski –  Patryk Semeniuk

Zwycięstwo Borowskiego przez jednogłośną decyzję sędziów
Karta Wstępna
- Walka w kategorii piórkowej (do 65,8 kg / 145 lb):  Gracjan Miś –  Sergiusz Stefaniak

Zwycięstwo Misia przez KO w 1 rundzie
- Walka kick-bokserska (K-1) w umownym limicie -71 kg:  Władysław Szatunski –  Marcin Wiśniewski

Zwycięstwo Szatunskiego przez TKO w 1 rundzie
- Walka semi-pro w kategorii ciężkiej (do 120,2 kg / 265 lb):  Kacper Paczóski –  Bartosz Staszkiewicz

Zwycięstwo Paczóskiego przez TKO w 2 rundzie
- Walka semi-pro w kategorii piórkowej (do 65,8 kg / 145 lb):  Piotr Skobel –  Danił Fedenko

Zwycięstwo Fedenko przez jednogłośną decyzję sędziów
Nagrody bonusowe:
- Walka wieczoru →  Kacper Formela –  Nursułtan Kassymchanow
- Nokaut wieczoru →  Patryk Likus
- Poddanie wieczoru →  Damian Rzepecki

### FEN 52: Łazarz vs. Szewczyk 2
Walka Wieczoru:
- Walka o pas mistrzowski FEN w kategorii półciężkiej (do 93 kg / 205 lb):  Marcin Łazarz –  Bartosz Szewczyk

Zwycięstwo Szewczyka przez KO w 3 rundzie
Karta Główna:
- Walka w kategorii półśredniej (do 77,1 kg / 170 lb):  Kamil Kraska –  Asłambiek Arsamikow

Zwycięstwo Kraski przez jednogłośną decyzję sędziów
- Walka w kategorii koguciej (do 61,2 kg / 135 lb):  Lukáš Chotěnovský –  Jan Ciepłowski

Zwycięstwo Ciepłowskiego przez jednogłośną decyzję sędziów
- Walka w kategorii ciężkiej (do 120,2 kg / 265 lb):  Mateusz Olech –  Paweł Biernat

No Contest (nieintencjonalne kopnięcie w krocze) w 2 rundzie
- Walka w kategorii koguciej (do 61,2 kg / 135 lb):  Ismail Haidari –  Witalij Jakimenko

Zwycięstwo Jakimenko przez TKO w 2 rundzie
- Walka w kategorii średniej (do 83, 9 kg / 185 lb):  Arkadiusz Mruk –  Kacper Szalast

Zwycięstwo Mruka przez KO w 3 rundzie
Karta Wstępna:
- Walka w kategorii piórkowej (do 65,8 kg / 145 lb):  Krzysztof Geburek –  Bartłomiej Skowyra

Zwycięstwo Geburka przez jednogłośną decyzję sędziów
- Walka semi-pro w kategorii koguciej (do 61, 2 kg / 135 lb):  Krystian Krupiński –  Ilman Didajew

Zwycięstwo Didajewa przez niejednogłośną decyzję sędziów
- Walka semi-pro w kategorii lekkiej (do 70,3 kg / 155 lb):  Jakub Zieliński –  Franciszek Szymański

Zwycięstwo Zielińskiego przez jednogłośną decyzję sędziów
Nagrody bonusowe:
- Walka wieczoru →  Arkadiusz Mruk –  Kacper Szalast
- Nokaut wieczoru →  Bartosz Szewczyk

### FEN 53: KGHM Fight Night
Walka Wieczoru:
- Walka o pas mistrzowski FEN w kategorii półśredniej (do 77,1 kg / 170 lb):  Cezary Oleksiejczuk –  Bauyrżan Kuanyszbajew

Zwycięstwo Oleksiejczuka przez TKO po 3 rundzie
Karta Główna:
- Walka w kategorii średniej (do 83, 9 kg / 185 lb):  Mateusz Janur –  Bartłomiej Dragański

Zwycięstwo Janura przez KO w 1 rundzie
- Walka w kategorii lekkiej (do 70,3 kg / 155 lb):  Damian Rzepecki –  Giorgi Esiava

Zwycięstwo Rzepeckiego przez KO w 3 rundzie
- Walka w kategorii piórkowej (do 65,8 kg / 145 lb):  Gracjan Miś –  Patryk Likus

Zwycięstwo Misia przez jednogłośną decyzję sędziów
- Walka w kategorii średniej (do 83, 9 kg / 185 lb):  Mateusz Sosnowski –  Tomasz Ostrowski

Zwycięstwo Ostrowskiego przez TKO w 3 rundzie
- Walka w kategorii piórkowej (do 65,8 kg / 145 lb):  Michał Borowski  –  Paweł Domin

Zwycięstwo Borowskiego przez jednogłośną decyzję sędziów
Karta Wstępna:
- Walka w kategorii lekkiej (do 70,3 kg / 155 lb):  Adam Kowalski –  Michał Hir

Zwycięstwo Hira przez TKO w 3 rundzie
- Walka kick-bokserska (K-1) w umownym limicie -63 kg:  Mariusz Lach –  Marcin Niciński

Zwycięstwo Lacha przez jednogłośną decyzję sędziów
- Walka semi-pro w kategorii lekkiej (do 70,3 kg / 155 lb):  Kacper Fornalski –  Piotr Zieliński

Zwycięstwo Fornalskiego przez poddanie w 1 rundzie
Nagrody bonusowe:
- Walka wieczoru →  Adam Kowalski –  Michał Hir
- Nokaut wieczoru →  Damian Rzepecki
- Poddanie wieczoru →  Kacper Fornalski

### FEN 54: Wyroślak vs. Grabovich
Walka Wieczoru:
- Walka w kategorii lekkiej (do 70,3 kg / 155 lb):  Gracjan Wyroślak –  Maksym Grabowicz

Zwycięstwo Grabowicza przez niejednogłośną decyzję sędziów
Karta Główna:
- Walka w kategorii muszej (do 56,7 kg / 125 lb):  Witalij Jakimenko –  Farid Alibabazade

Zwycięstwo Jakimenko przez poddanie w 1 rundzie
- Walka w kategorii koguciej (do 61,2 kg / 135 lb):  Jan Ciepłowski –  Thiago Nogueira

Zwycięstwo Ciepłowskiego przez poddanie w 1 rundzie
- Walka w kategorii półciężkiej (do 93 kg / 205 lb):  Łukasz Olech –  Delan Monte

Zwycięstwo Olecha przez poddanie w 1 rundzie
- Walka w kategorii średniej (do 83,9 kg / 185 lb):  Adrian Gorący –  Maksymilian Kowalski

Zwycięstwo Kowalskiego przez poddanie w 2 rundzie
- Walka w kategorii lekkiej (do 70,3 kg / 155 lb):  Michał Romaneczko –  Ołeksandr Moisa

Zwycięstwo Moisy przez jednogłośną decyzję sędziów
Karta Wstępna:
- Walka w kategorii półśredniej (do 77,1 kg / 170 lb):  Wojciech Demczur –  Marcin Kopcza

Zwycięstwo Kopczy przez dyskwalifikację w 3 rundzie
- Walka w kategorii piórkowej (do 65,8 kg / 145 lb):  Patryk Marzec –  Bartłomiej Skowyra

Zwycięstwo Skowyry przez poddanie w 3 rundzie
- Walka semi-pro w kategorii półśredniej (do 77,1 kg / 170 lb):  Maksymilian Danielec –  Jakub Szymanowski

Zwycięstwo Szymanowskiego przez poddanie w 1 rundzie

Nagrody bonusowe:
- Walka wieczoru →  Gracjan Wyroślak –  Maksym Grabowicz
- Poddanie wieczoru →  Bartłomiej Skowyra

### FEN 55: Abdurzakov vs. Pietrzak
Walka Wieczoru:
- Walka o pas mistrzowski FEN w kategorii półśredniej (do 77,1 kg / 170 lb):  Mansur Abdurzakow –  Michał Pietrzak

Zwycięstwo Abdurzakowa przez poddanie w 1 rundzie
Karta Główna:
- Walka w kategorii lekkiej (do 70,3 kg / 155 lb):  Patryk Duński –  Mateusz Makarowski

Zwycięstwo Duńskiego przez jednogłośną decyzję sędziów
- Walka kick-bokserska (K-1) kobiet w małych rękawicach (rękawice do MMA) w umownym limicie -57 kg:  Laura Grzyb –  Oliwia Stawska

Zwycięstwo Grzyb przez jednogłośną decyzję sędziów
- Walka w kategorii w kategorii półśredniej (do 77,1 kg / 170 lb):  Wawrzyniec Bartnik –  Władimir Bykow

Zwycięstwo Bartnika przez KO w 1 rundzie
- Walka w kategorii ciężkiej (do 120,2 kg / 265 lb):  Mateusz Olech –  Genadi Jorjoliani

Zwycięstwo Jorjolianiego przez TKO w 3 rundzie
- Walka w kategorii średniej (do 83,9 kg / 185 lb):  Alan Szymański –  Dawid Gryń

Zwycięstwo Grynia przez jednogłośną decyzję sędziów
Karta Wstępna:
- Walka w kategorii piórkowej (do 65,8 kg / 145 lb):  Sebastian Decowski –  Sardor Ochilov

Zwycięstwo Decowskiego przez TKO w 1 rundzie
- Walka semi-pro w kategorii półśredniej (do 77,1 kg / 170 lb):  Bartosz Bociański –  Mateusz Rosłoński

Zwycięstwo Rosłońskiego przez jednogłośną decyzję sędziów
- Walka semi-pro w kategorii piórkowej (do 65,8 kg / 145 lb):  Grzegorz Kowalski –  Maciej Zalewski

Zwycięstwo Kowalskiego przez jednogłośną decyzję sędziów
- Walka semi-pro w kategorii średniej (do 83,9 kg / 185 lb):  Łukasz Makowski –  Daniel Łucek

Zwycięstwo Makowskiego przez jednogłośną decyzję sędziów

Nagrody bonusowe:
- Walka wieczoru →  Patryk Duński –  Mateusz Makarowski
- Nokaut wieczoru →   Wawrzyniec Bartnik
- Poddanie wieczoru →  Mansur Abdurzakow

### FEN 56: Wrocław Fight Night
Walka Wieczoru:
- Walka o pas mistrzowski FEN w kategorii średniej (do 83,9 kg / 185 lb):  Tomasz Ostrowski –  Łukasz Stanek

Zwycięstwo Ostrowskiego przez TKO w 3 rundzie
Karta Główna:
- Walka w kategorii średniej (do 83,9 kg / 185 lb):  Mateusz Sosnowski –  Bartosz Kwiatkowski

Zwycięstwo Kwiatkowskiego przez KO  w 1 rundzie
- Walka w kategorii piórkowej (do 65,8 kg / 145 lb):  Michał Borowski –  Bohdan Danyłko

Zwycięstwo Borowskiego przez jednogłośną decyzję sędziów
- Walka w kategorii piórkowej (do 65,8 kg / 145 lb):  Gracjan Miś –  Miłosz Kruk

Zwycięstwo Misia przez KO w 1 rundzie
- Walka kick-bokserska (K-1) w umownym limicie -65 kg:  Marcin Kasprzak –  Maciej Tercjak

Zwycięstwo Kasprzaka przez TKO w 2 rundzie
- Walka kick-bokserska (K-1) w małych rękawicach (rękawice do MMA) w umownym limicie -57 kg:  Kacper Dąbrowski –  Marcin Niciński

Zwycięstwo Nicińskiego przez jednogłośną decyzję sędziów
Karta Wstępna:
- Walka semi-pro w kategorii lekkiej (do 70,3 kg / 155 lb):  Grzegorz Kowalski –  Aleksander Szmaj

Zwycięstwo Kowalskiego przez TKO  w 2 rundzie
- Walka semi-pro w kategorii koguciej (do 61, 2 kg / 135 lb):  Krystian Krupiński –  Krzysztof Olenkiewicz

Zwycięstwo Krupińskiego przez jednogłośną decyzję sędziów
- Walka semi-pro w kategorii lekkiej (do 70,3 kg / 155 lb):  Jakub Zieliński –  Stanisłau Krypets

Zwycięstwo Krypetsa przez TKO w 2 rundzie
- Walka semi-pro w kategorii średniej (do 83,9 kg / 185 lb):  Bartosz Wdowiński –  Mikołaj Andrzejczak

Zwycięstwo Andrzejczaka przez jednogłośną decyzję sędziów

Nagrody bonusowe:
- Walka wieczoru →  Marcin Kasprzak –  Maciej Tercjak
- Nokaut wieczoru →  Bartosz Kwiatkowski

### FEN 57: Rzepecki vs. Jabłoński
Walka Wieczoru:
- Walka o wakujący pas mistrzowski FEN w kategorii lekkiej (do 70,3 kg / 155 lb):  Damian Rzepecki –  Marcin Jabłoński

Zwycięstwo Rzepeckiego przez KO w 3 rundzie
Karta Główna::
- Walka o pas mistrzowski FEN w kategorii półśredniej (do 77,1 kg / 170 lb):  Mansur Abdurzakow –  Wawrzyniec Bartnik

Zwycięstwo Bartnika przez KO w 2 rundzie
- Walka w kategorii koguciej (do 61,2 kg / 135 lb):  Jan Ciepłowski –  Witalij Jakimenko

Zwycięstwo Ciepłowskiego przez niejednogłośną decyzję sędziów
- Walka w kategorii półciężkiej (do 93 kg / 205 lb):  Willyanedson Paiva –   Patryk Grabowski

Zwycięstwo Paivy przez poddanie (Sędzia po przeanalizowaniu wideoweryfikacji dostrzegł odklepującego Grabowskiego) po 2 rundzie
- Walka w kategorii średniej (do 83, 9 kg / 185 lb):  Mateusz Janur –  Władimir Bykow

Zwycięstwo Janura przez KO w 3 rundzie
- Walka w kategorii półśredniej (do 77,1 kg / 170 lb):  Mateusz Kisielewski –  Wojciech Demczur

Zwycięstwo Kisielewskiego przez jednogłośną decyzję sędziów
- Walka w kategorii lekkiej (do 70,3 kg / 155 lb):  Miłosz Kruk –  Adam Rybczyński

Zwycięstwo Kruka przez jednogłośną decyzję sędziów
Karta Wstępna:
- Walka w kategorii średniej (do 83, 9 kg / 185 lb):  Maksymilian Kowalski –  Kacper Szalast

Zwycięstwo Kowalskiego przez TKO w 1 rundzie
- Walka semi-pro w kategorii lekkiej (do 70,3 kg / 155 lb):  Bartłomiej Pawlak –  Bartosz Nowicki

Zwycięstwo Pawlaka przez TKO w 2 rundzie
- Walka semi-pro w kategorii lekkiej (do 70,3 kg / 155 lb):  Dawid Stachaczyk –  Sebastian Hudoba

Zwycięstwo Stachaczyka przez jednogłośną decyzję sędziów
- Walka semi-pro w kategorii lekkiej (do 70,3 kg / 155 lb):  Yelnur Sherzhigit –  Kamil Stefański

Zwycięstwo Stefańskiego przez jednogłośną decyzję sędziów

Nagrody bonusowe:
- Walka wieczoru →  Damian Rzepecki –  Marcin Jabłoński
- Nokaut wieczoru →  Wawrzyniec Bartnik
- Poddanie wieczoru →  Willyanedson Paiva

### FEN 58: Bartnik vs. Jędraszczyk 2
Walka Wieczoru:
- Walka o pas mistrzowski FEN w kategorii półśredniej (do 77,1 kg / 170 lb):  Wawrzyniec Bartnik –  Jacek Jędraszczyk

Zwycięstwo Bartnika przez TKO w 1 rundzie
Karta Główna:
- Walka w kategorii piórkowej (do 65,8 kg / 145 lb):  Michał Borowski –  Gracjan Miś

Zwycięstwo Misia przez TKO w 1 rundzie
- Walka w kategorii półśredniej (do 77,1 kg / 170 lb):  Oskar Herczyk –  Krystian Szczęsny

Zwycięstwo Szczęsnego przez KO w 1 rundzie
- Walka w kategorii ciężkiej (do 120,2 kg / 265 lb):  Jacek Czajczyński –  Mateusz Olech

Zwycięstwo Olecha przez jednogłośną decyzję sędziów
- Walka w kategorii średniej (do 83, 9 kg / 185 lb):  Michał Bobrowski –  Michał Pietrzak

Zwycięstwo Pietrzaka przez niejednogłośną decyzję sędziów
- Walka w kategorii lekkiej (do 70,3 kg / 155 lb):  Michał Kaliciński –  Michał Hir

Zwycięstwo Hira przez KO w 1 rundzie
- Walka kick-bokserska (K-1) w małych rękawicach (rękawice do MMA) w umownym limicie -91 kg:  Konrad Delekta –  Patryk Rasch

Zwycięstwo Delekty przez KO w 1 rundzie
Karta Wstępna:
- Walka w kategorii średniej (do 83, 9 kg / 185 lb):  Szymon Christ –  Sebastian Szweda

Zwycięstwo Christa przez poddanie w 1 rundzie
- Walka semi-pro w kategorii lekkiej (do 70,3 kg / 155 lb):  Aleksander Szmaj –  Oskar Buga

Zwycięstwo Szmaja przez jednogłośną decyzję sędziów

Nagrody bonusowe: Nie przyznano 

### FEN 59: Rzepecki vs. Duński
Walka Wieczoru:
- Walka o pas mistrzowski FEN w kategorii lekkiej (do 70,3 kg / 155 lb):  Damian Rzepecki –  Patryk Duński

Zwycięstwo Rzepeckiego przez TKO w 2 rundzie
Karta Główna:
- Walka o tymczasowy pas mistrzowski FEN w kategorii średniej (do 83,9 kg / 185 lb):  Mateusz Janur –  Michał Pietrzak

Zwycięstwo Janura przez poddanie w 1 rundzie
- Walka o pas mistrzowski FEN w kategorii piórkowej (do 65,8 kg / 145 lb):  Gracjan Miś –  Miłosz Kruk

Zwycięstwo Kruka przez poddanie w 5 rundzie
- Walka w kategorii półciężkiej (do 93 kg / 205 lb):  Marcin Filipczak –  Przemysław Dzwoniarek

Zwycięstwo Filipczaka przez jednogłośną decyzję sędziów
- Walka w kategorii lekkiej (do 70,3 kg / 155 lb):  Adrian Błoński –  Michał Miłek

Zwycięstwo Miłka przez jednogłośną decyzję sędziów
- Walka kick-bokserska (K-1) w umownym limicie -74,8 kg:  Ksawery Tadla –  Jakub Zimoch

Zwycięstwo Tadli przez jednogłośną decyzję sędziów
Karta Wstępna:
- Walka semi-pro w kategorii piórkowej (do 65,8 kg / 145 lb):  Grzegorz Kowalski –  Michał Olczyk

Zwycięstwo Kowalskiego przez TKO w 1 rundzie
- Walka semi-pro w kategorii lekkiej (do 70,3 kg / 155 lb):  Bartłomiej Pawlak –  Paweł Pelc

Zwycięstwo Pawlaka przez TKO w 1 rundzie

Nagrody bonusowe: Nie przyznano

### FEN 60
Walka Wieczoru:
- Walka w kategorii :  TBA  –  TBA

Karta Główna::
- Walka w kategorii :  TBA  –  TBA

Karta Wstępna:
- Walka w kategorii :  TBA  –  TBA

Nagrody bonusowe:
- Walka wieczoru →  TBA –  TBA
- Nokaut wieczoru →  TBA
- Poddanie wieczoru →  TBA